# Chiến tranh Nhật Bản – Triều Tiên (1592–1598)
Chiến tranh Nhật Bản – Triều Tiên, còn gọi là Chiến tranh Triều - Nhật (hangul: 조일전쟁, hanja: 朝日戰爭, Joil jeonjaeng) hay Chiến dịch Văn Lộc - Khánh Trường (kanji: 文禄・慶長の役, hiragana: ぶんろく・けいちょうのえき, Bunroku・Keichō no eki) là tên gọi chung chỉ đến hai cuộc xâm lược riêng biệt nhưng có liên quan với nhau của Nhật Bản vào Triều Tiên: cuộc xâm lược đầu tiên vào năm 1592, sử Triều Tiên gọi là Nhâm Thìn Oa loạn (hangul: 임진왜란, hanja: 壬辰倭亂, Imjin waeran), sử Nhật gọi là Văn Lộc chi dịch (kanji: 文禄の役, hiragana: ぶんろくのえき, Bunroku no eki); tạm ngừng với một thỏa thuận đình chiến ngắn vào năm 1596; và một cuộc xâm lược thứ hai vào năm 1597, sử Triều Tiên gọi là Đinh Dậu tái loạn (hangul: 정유재란, hanja: 丁酉再亂, Jeongyu jaeran ), sử Nhật gọi là Khánh Trường chi dịch (kanji: 慶長の役, hiragana: けいちょうのえき, Keichō no eki). Cuộc xâm lực kết thúc vào năm 1598 với việc các lực lượng Nhật Bản rút khỏi bán đảo Triều Tiên sau một loạt bế tắc quân sự ở các tỉnh phía nam Triều Tiên.
Các cuộc xâm lược được phát động bởi Toyotomi Hideyoshi với mục đích chinh phục nhà Triều Tiên và nhà Minh.. Người Nhật nhanh chóng thành công trong việc chiếm phần lớn bán đảo Triều Tiên nhưng dưới sự chi viện của nhà Minh, cũng như việc đánh phá các đường tiếp tế dọc theo bờ biển phía tây và phía nam của hải quân Triều Tiên, đã buộc quân Nhật phải rút khỏi Bình Nhưỡng và các tỉnh phía bắc. Chính Nghĩa quân (dân quân Triều Tiên) tiến hành chiến tranh du kích chống lại lực lượng chiếm đóng Nhật và những khó khăn trong việc tiếp tế ở cả 2 bên tham chiến. Vì vậy mà không phe nào phát động tấn công hoặc mở rộng vùng kiểm soát, việc này dẫn đến bế tắc về mặt quân sự. Giai đoạn đầu tiên của cuộc xâm lược kết thúc vào năm 1596 bằng các cuộc đàm phán hòa bình và không mấy thành công giữa Nhật Bản và Nhà Minh.
Năm 1597, Nhật Bản tiếp tục xâm lược Triều Tiên lần thứ hai nhắm đến việc tấn công trả đũa người Triều Tiên. Cuộc xâm lược thứ hai cũng giống như cuộc xâm lược thứ nhất. Người Nhật đã có những thành công ban đầu trên đất liền, chiếm được một số tòa thành và pháo đài. Tuy nhiên với việc đánh phá các tuyến đường tiếp tế của hải quân Triều Tiên, các cánh quân Nhật phải dừng lại và rút về các khu vực ven biển phía nam của bán đảo. Dù vậy các lực lượng trên bộ của nhà Minh và Triều Tiên đã không thể đánh bật người Nhật khỏi các vị trí này và cả hai bên một lần nữa rơi vào thế bế tắc quân sự kéo dài mười tháng.
Cái chết của Toyotomi Hideyoshi vào năm 1598, cùng những chiến thắng hạn chế trên đất liền, các lực lượng Nhật Bản đã được lệnh rút lui bởi Hội đồng Ngũ Nguyên Lão. Các cuộc đàm phán hòa bình cuối cùng giữa các bên sau đó và tiếp tục trong nhiều năm, cuối cùng dẫn đến việc bình thường hóa quan hệ.
Hai lần viễn chinh này được gọi là Những cuộc xâm lược Triều Tiên của Hideyoshi, Chiến tranh Bảy năm (theo độ dài của cuộc chiến), ở Hàn Quốc và Bắc Triều Tiên gọi là Nhâm Thìn Oa loạn ("Oa" là tên gọi mà người Triều Tiên hồi đó gọi Nhật Bản). Người Nhật gọi cuộc chiến là "Chiến dịch Triều Tiên" còn người Trung Quốc gọi là "Đông chinh" hoặc "Kháng Nhật viện Triều" (chi viện Triều Tiên kháng chiến chống Nhật Bản).

## Tên gọi
Cuộc xâm lược thứ nhất (1592–1593) được gọi theo nghĩa đen trong tiếng Triều Tiên là "Nổi loạn của cướp biển Nhật Bản (= 倭 |wae|) (= 亂 |ran|) năm Nhâm Thìn" (1592 là năm Nhâm Thìn). Cuộc chiến thứ hai gọi là "Chiến tranh Đinh Dậu". Vì Triều Tiên chưa bao giờ coi Nhật Bản là một quốc gia ngang bằng và chỉ coi đó là một vùng đất thấp hèn cho đến tận thời hiện đại, các sử gia của Nhà Triều Tiên không ghi chép về cuộc xung đột với tư cách một cuộc chiến trong các thư tịch chính thức. Trong khi đó, người Nhật gọi hai cuộc chiến này là Văn Lộc chi dịch (Bunroku no eki) và Khánh Trường chi dịch (Keichō no eki) vì Văn Lộc và Khánh Trường là hai niên hiệu của Thiên hoàng Hậu Dương Thành. Trong tiếng Trung Quốc, hai cuộc chiến được gọi là "Nhâm Thìn Vệ quốc Chiến tranh" hay "Vạn Lịch Triều Tiên chi dịch", theo niên hiệu của Hoàng đế Trung Hoa.

## Tác động
Ngoài thiệt hại nhân mạng, nhà Triều Tiên còn phải chịu mất mát khủng khiếp về văn hóa, kinh tế và cơ sở hạ tầng, bao gồm việc suy giảm với số lượng lớn đất trồng trọt được, thiêu hủy và cướp phá nhiều tác phẩm nghệ thuật, thủ công quan trọng, các thư tịch lịch sử, và bị bắt đi nhiều thợ thủ công và nhà kỹ thuật. Trong chiến tranh, các cung điện Cảnh Phúc cung, Xương Đức cung và Xương Khánh cung bị thiêu rụi nên Đức Thọ cung được sử dụng làm cung điện tạm thời. Gánh nặng tài chính lên Trung Quốc ảnh hưởng bất lợi đến khả năng quân sự và góp phần vào sự sụp đổ của nhà Minh và sự trỗi dậy của nhà Thanh. Tuy vậy, hệ thống triều cống lấy Trung Quốc làm trung tâm mà nhà Minh đã bảo vệ được nhà Thanh phục hồi, và quan hệ thương mại bình thường giữa Triều Tiên và Nhật Bản sau đó cũng được tiếp tục.

## Bối cảnh

### Triều Tiên và Trung Quốc trước chiến tranh
Năm 1392, Tướng quân Triều Tiên là Lý Thành Quế đảo chính thành công tiếm quyền Cao Ly U Vương, sau đó, các thuộc hạ của ông ép Lý Thành Quế phải nhận vương miện, do đó, lập nên nhà Triều Tiên.. Do thiếu dòng máu Vương tộc, để tìm kiếm tính hợp pháp cho sự thống trị của mình, triều đình mới tham gia vào hệ thống triều cống trong khái niệm Thiên mệnh và nhận được sự công nhận từ Trung Quốc . Dưới quyền Tướng quân Ashikaga Yoshimitsu cuối thế kỷ 14, Nhật Bản cũng có được một chỗ trong hệ thống triều cống (m. đi năm 1547, xem hai jin). Trong hệ thống chư hầu, Trung Quốc có vị trị anh cả, Triều Tiên là anh hai, và Nhật Bản chỉ xếp vị trí cuối cùng.
Không giống như tình hình qua hơn một ngàn năm trước đó khi các triều đại Trung Quốc giữ mối quan hệ đối nghịch với quốc gia lớn nhất của người Triều Tiên (Cao Câu Ly), nhà Minh Trung Quốc có quan hệ thương mại và ngoại giao gần gũi với nhà Triều Tiên, vốn cũng liên tục hưởng lợi từ quan hệ buôn bán với Nhật Bản.
Hai nhà, nhà Minh và nhà Triều Tiên, có nhiều điểm chung: đều nổi lên trong thế kỷ 14 với sự suy tàn của nhà Nguyên, xã hội đi theo tư tưởng Nho giáo; và đối mặt với nhiều mối nguy từ ngoại bang (những cuộc đột kích của người Nữ Chân và cướp biển Nhật Bản Wokou (Oa Khấu)). Về nội trị, cả Trung Hoa và Triều Tiên đều gặp rắc rối với những cuộc đấu đá giữa các phe cánh chính trị, điều sẽ ảnh hưởng quan trọng tới các quyết định của người Triều Tiên trước chiến tranh, và thời hậu chiến với người Trung Quốc. Thương mại độc lập với nhau và cùng có kẻ thù chung dẫn đến việc nhà Triều Tiên và nhà Minh Trung Quốc có mối quan hệ hữu nghị.
Hoàng đế Vạn Lịch của nhà Minh lên ngôi vào năm 1572 khi mới 9 tuổi. Trong 10 năm đầu của triều Minh Vạn Lịch,triều đình nhà Minh được lãnh đạo chủ yếu bởi đại thần Trương Cư Chính, thầy giáo và phụ chính đại thần của hoàng đế nhà Minh. Trương đã thực hiện một loạt các cải cách làm tăng sức mạnh của triều đình và tạo được một số tiến bộ trong những vấn đề quan trọng, bao gồm cả vấn đề tài chính. Trương cũng đạt được một số thắng lợi trong cuộc chiến chống lại người Mông Cổ ở phía bắc, và trọng dụng các tướng lĩnh có tài, chẳng hạn như Thích Kế Quang, Lý Thành Lương.
Mặc dù sau khi Trương Cư Chính qua đời năm 1582, nhà Minh đã bãi bỏ một số các cải cách của ông và các hoàng đế nhà Minh ngày càng bất tài và không quan tâm với triều chính hàng ngày, nhà Minh vẫn có nhiều ảnh hưởng tới các nước láng giềng trong giai đoạn cực thịnh vào thập niên 1590.
Nhà Minh đã tham gia một chuỗi những chiến tranh trong thời gian này. Bên cạnh cuộc chiến không ngừng của họ chống lại người Mông Cổ, họ cũng đối phó với một cuộc nổi dậy của người Hồi ở Ninh Hạ trước khi chiến tranh Imjin nổ ra, cùng với một cuộc chiến tranh biên giới với các triều đại Miến Điện Taungoo trùng thời điểm với cuộc chiến tranh Imjin. Xung đột của Trung Quốc với những tên cướp ở biển Nhật Bản Wokou (Oa Khấu) một vài thập kỷ trước đó cũng đã cho họ những kinh nghiệm đáng kể về Nhật Bản trong chiến tranh.

### Sự chuẩn bị của Hideyoshi
Cho đến thập niên cuối cùng của thế kỷ 16, Hideyoshi là daimyō đã thống nhất toàn bộ Nhật Bản, và mới có một thời gian hòa bình ngắn ngủi. Vì Hideyoshi xuất thân là nông dân và không phải dòng dõi của một trong 4 đại gia tộc Minamoto, Fujiwara, Taira, và Tachibana nên Thiên Hoàng đã không ban cho ông chức shōgun. Do đó để nắm quyền và hợp thức hóa pháp chức vụ shōgun, nên ông tìm kiếm quyền lực quân sự để hợp pháp hóa sự thống trị của mình và giảm sự phụ thuộc của ông vào triều đình. Người ta nói rằng Hideyoshi lên kế hoạch xâm lược Trung Quốc để hoàn thành giấc mơ của vị chủ nhân quá cố, Oda Nobunaga, và giảm nhẹ mối đe dọa có thể việc mất trật tự xã hội và nổi loạn của một số lượng lớn Samurai và binh lính được giải ngũ. Nhưng cũng có thể Hideyoshi đã có một mục đích thực tế hơn là chinh phục những quốc gia láng giềng nhỏ bé hơn (ví dụ như Ryukyu, Luzon, Đài Loan và Triều Tiên) và đặt mối quan hệ thương mại với các nước lớn hơn hoặc xa hơn, vì  trong suốt cuộc xâm lược Triều Tiên, Hideyoshi vẫn tìm kiếm việc giao thương hợp pháp với Trung Quốc  Hideyoshi cần uy quyền quân sự tối cao, biện hộ cho việc thống trị thiếu sự ủng hộ của Hoàng gia. Trên bình diện quốc tế, ông muốn Nhật Bản làm trung tâm với các nước láng giềng thần phục nước Nhật . Nhà sử học Kenneth M. Swope phát hiện ra một tin đồn lan truyền thời đó rằng Hideyoshi có thể là một người Trung Quốc chạy đến nước Nhật để trốn tránh pháp luật, do đó muốn trả thù Trung Quốc.
Vào tháng 3 năm 1586  theo Lịch sử Tôn giáo phương Tây của Nhật Bản, ông nói với Gaspar Coelho (Tổng Giám mục Dòng Tên tại Nhật Bản lúc bấy giờ) rằng sau khi bình định đất nước, ông sẽ để Nhật Bản cho em trai Hidenaga và tiến tới chinh phục nhà Đường (sự hiểu nhầm về triều đại), và rằng ông sẽ đóng 2.000 con tàu mới cho mục đích đó. Có những ghi chép rằng ông muốn có hai tàu chiến của Bồ Đào Nha. Vì vậy ông đã yêu cầu họ sắp xếp để bán chúng, và nếu cuộc chinh phục diễn ra tốt đẹp, ông sẽ cho phép Kitô giáo được rao giảng ở Trung Quốc.
Sau khi tiêu diệt Gia tộc Hậu Hōjō và thành Odawara của năm 1590 cuối cùng đã mang đến lần thống nhất thứ hai của nước Nhật, và Hideyoshi bắt đầu chuẩn bị cho cuộc chiến kế tiếp. Bắt đầu từ tháng 3 năm 1591, các daimyo Kyushu và đội ngũ lao động của mình xây dựng thành tại Nagoya (ngày nay là Karatsu) làm trung tâm cơ động của đội quân xâm lược.
Hideyoshi lên kế hoạch cho một cuộc chiến có thể xảy ra với Triều Tiên từ lâu trước khi thống nhất Nhật Bản, và chuẩn bị trên nhiều mặt. Ngay từ năm 1578, Hideyoshi, khi đó chiến đấu dưới trướng Nobunaga chống lại Mōri Terumoto vì quyền kiểm soát vùng Chūgoku của Nhật Bản, thông báo với Terumoto kế hoạch xâm lược Trung Quốc của Nobunaga. Năm 1592, ông tự mình gửi một bức thư đến Philippines đòi cống phẩm từ vị toàn quyền và nói rõ rằng Nhật Bản đã nhận triều cống từ Triều Tiên (là một sự hiểu lầm, như sẽ giải thích ở phía dưới) và Ryukyu.
Với chuẩn bị quân sự, việc đóng gần 2.000 thuyền có lẽ đã bắt đầu từ năm 1586. Để ước lượng sức mạnh quân đội Triều Tiên, Hideyoshi cử một hạm đội đột kích gồm 26 thuyền đến bờ biển phía Nam Triều Tiên năm 1587, và ông kết luận rằng người Triều Tiên chỉ là lũ bất tài. Về phương diện ngoại giao, Hideyoshi bắt đầu thiết lập quan hệ bạn hữu với Trung Quốc từ lâu trước khi hoàn thành việc thống nhất Nhật Bản và giúp canh phòng tuyến hải thương chống lại wakō.
Ngày 15/03/1592, việc huy động đã được ban bố đến các daimyo của mỗi phiên (藩 han). Tuy nhiên, mệnh lệnh đưa ra không thống nhất và được giảm hoặc miễn trừ tùy thuộc vào hoàn cảnh của từng lãnh chúa mỗi phiên. Số lượng binh lính thực tế được huy động được cho là khoảng 80%. Binh lính được huy động chủ yếu ở miền tây Nhật Bản, nhưng ở miền đông lại được huy động rất ít. Các daimyo miền Tây Nhật Bản đa số tham chiến ở Triều Tiên, trong khi các daimyo phía Đông tham gia rất hạn chế. Chỉ huy trực tiếp chiến trường do con cháu hoặc cận thần dòng họ Toyotomi đảm trách. Ví dụ: Kato Kiyomasa và Konishi Yukinaga trực tiếp chỉ huy các daimyo Nabeshima Naoshige, So Yoshitomo, Matsuura Shigenobu.

#### Thái độ ngoại giao giữa Nhật Bản và nhà Triều Tiên

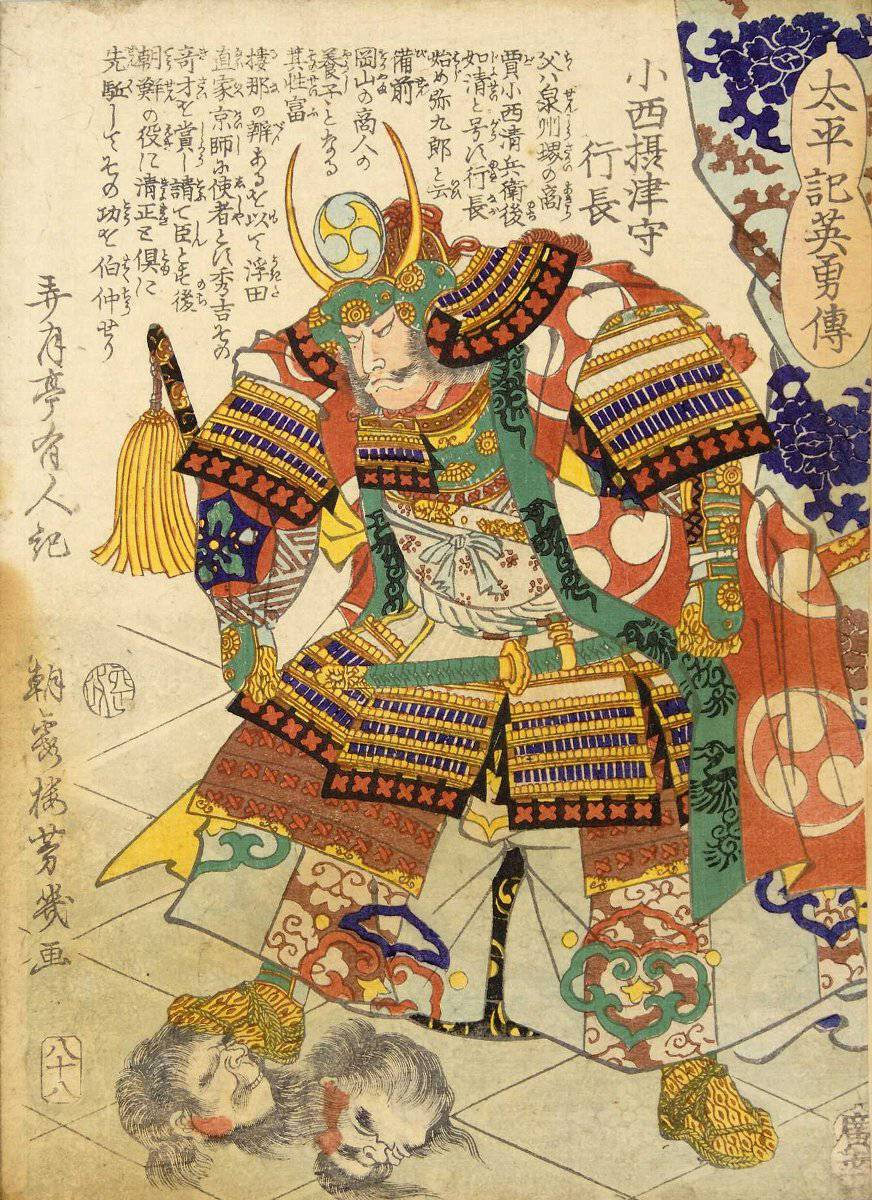
Đại danh Konishi Yukinaga chỉ huy cánh quân thứ 1

Năm 1587, Hideyoshi cử sứ thần đầu tiên của mình Tachibana Yasuhiro, đến Triều Tiên, vào thời trị vì của Triều Tiên Tuyên Tổ để tái lập quan hệ ngoại giao giữa Triều Tiên và Nhật Bản (đổ vỡ vì các cuộc tập kích quấy nhiễu của cướp biển Nhật Bản năm 1555), điều mà Hideyoshi hy vọng rằng sẽ sử dụng nó làm bàn đạp để thuyết phục nhà Triều Tiên về phe Nhật Bản trong cuộc chiến chống Trung Quốc. Yasuhiro, với tiểu sử là một chiến binh và thái độ khinh mạn với các quan lại và phong tục Triều Tiên, mà ông coi như đàn bà, không thể có được lời hứa về một sứ đoàn tương lai từ Triều Tiên. Khoảng tháng 5 năm 1589, sứ đoàn thứ hai của Hideyoshi, bao gồm cả Sō Yoshitoshi (hay Yoshitomo), Gensho và Tsuginobu đến Triều Tiên và có được lời hứa về một sứ đoàn Triều Tiên đến Nhật Bản để đổi lấy quân nổi loạn Triều Tiên trốn chạy đến Nhật. Thực ra, năm 1587 Hideyoshi đã ra lệnh cho Sō Yoshinori, cha của Yoshitoshi và là lãnh chúa đại danh của đảo Đối Mã, gửi cho Triều Tiên tối hậu thư phục tùng nước Nhật và tham gia vào cuộc xâm lăng Trung Quốc, hay chiến tranh với Nhật Bản. Tuy nhiên, vì Đối Mã thu lợi từ vị trí thương mại đặc biệt, là trạm kiểm soát duy nhất đến Triều Tiên cho mọi tàu thuyền Nhật Bản và được Triều Tiên cho phép buôn bán bằng 50 tàu của mình, đại danh Sō trì hoãn cuộc thương thảo gần 2 năm. Thậm chí khi Hideyoshi hồi phục lại yêu cầu của mình, Sō Yoshitoshi giảm chuyến thăm đến triều nhà Triều Tiên thành một chiến dịch để củng cố mối quan hệ giữa 2 nước. Khi gần hết thời gian đi sứ, Yoshitoshi tặng cho Triều Tiên Tuyên Tổ một đôi công và một khẩu súng hỏa mai – hỏa khí tiên tiến đầu tiên ở Triều Tiên. Liễu Thành Long, một quan văn cao cấp, cho rằng quân đội nên sản xuất súng hỏa mai, nhưng triều đình nhà Triều Tiên không làm nổi. Việc thiếu hứng thú và đánh giá thấp khả năng của súng hỏa mai cuối cùng dẫn đến sự thiệt hại nặng nề của quân đội Triều Tiên đầu cuộc chiến.

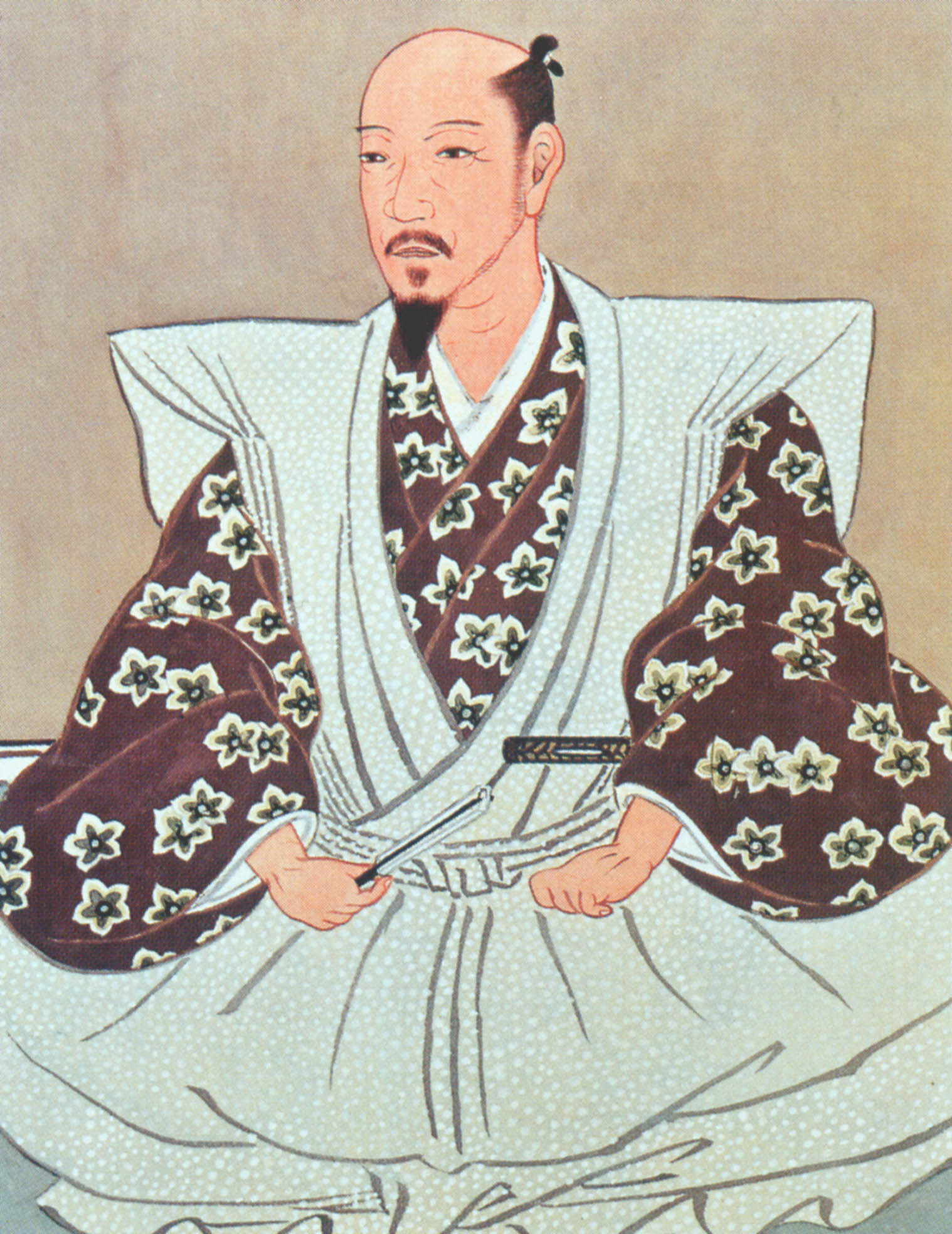
Đại danh Katō Kiyomasa chỉ huy cánh quân thứ 2

Tháng 4 năm 1590, sứ thần Triều Tiên bao gồm Hwang Yunkil, Kim Sŏngil và những người khác đến Kyoto, ở đây họ đợi trong 2 tháng trong khi Hideyoshi kết thúc chiến dịch chống lại Odawara và gia tộc Hōjō. Khi ông trở về, họ trao đổi quà tặng theo nghi lễ và gửi bức thư của vua Tuyên Tổ đến Hideyoshi. Hideyoshi đoán rằng người Triều Tiên đến để thể hiện lòng tôn kính như một chư hầu của nước Nhật, nhưng người Triều Tiên vẫn coi người Nhật như một đứa em như họ đã làm vậy hàng ngàn năm nay. Vì lý do đó, các sứ thần không nhận được sự đối xử trang trọng vì khi thực hiện các nhiệm vụ ngoại giao; cuối cùng, sứ thần Triều Tiên yêu cầu Hideyoshi viết lời đáp từ với Vua Triều Tiên, và họ phải đợi nó ở cảng Sakai đến 20 ngày. Bức thư, được phác thảo lại theo yêu cầu của các sứ thần vì nó quá khiếm nhã, yêu cầu Triều Tiên thần phục Nhật Bản và tham dự vào cuộc chiến chống Trung Quốc. Khi các sứ thần trở về, triều đình Triều Tiên thảo luận nghiêm túc về lời mời của nước Nhật; trong khi Hwang Yun-kil báo cáo với triều đình Triều Tiên các ước lượng đối nghịch nhau về thực lực và ý định quân sự của Nhật Bản và nhấn mạnh rằng, chiến tranh đang tới, Kim Sŏngil khẳng định rằng lời nói của Hideyoshi chỉ là thứ bịp bợm. Hơn nữa, phần lớn các ước tính đều cho thấy người Nhật không đủ khả năng. Một số người, bao gồm vua Tuyên Tổ, cho rằng nhà Minh nên được thông báo về thái độ xử sự với nước Nhật, vì nếu không làm như vậy, nhà Minh sẽ nghi ngờ về lòng trung thành của Triều Tiên, như triều đình Triều Tiên cuối cùng kết luận rằng phải đợi thêm nữa cho đến khi các diễn biến và hành động thích đáng trở nên chắc chắn.
Hideyoshi khởi động quan hệ ngoại giao với Triều Tiên với ấn tượng rằng Triều Tiên là một chư hầu của đảo Tsushima, mà người Triều Tiên cho là của họ; triều đình Triều Tiên thì cho rằng Nhật Bản là một quốc gia thấp kém so với Triều Tiên theo hệ thống triều cống của Trung Quốc, và hy vọng rằng cuộc xâm lược của Hideyoshi sẽ chẳng hơn gì những cuộc đột kích thường thấy của cướp biển Wako. Triều đình Triều Tiên đón tiếp Gensho và Tairano, sứ đoàn thứ ba của Hideyoshi. Triều Tiên Tuyên Tổ gửi một bức thư khiển trách Hideyoshi vì thách thức hệ thống triều cống Trung Quốc; Hideyoshi đáp lại bằng một bức thư thiếu tôn trọng, nhưng vì nó không được đích thân mang đến như thông lệ, nên triều đình Triều Tiên mặc kệ nó. Sau khi từ chối lời yêu cầu thứ hai, Hideyoshi tung quân tấn công Triều tiên năm 1592. Có những người chống đối cuộc xâm lược ở bên trong chính quyền Nhật Bản; trong số đó có Tokugawa Ieyasu, Konishi Yukinaga và Sō Yoshitoshi, những người cố làm trọng tài phân xử giữa Hideyoshi và triều đình Triều Tiên.

### Thực lực quân sự

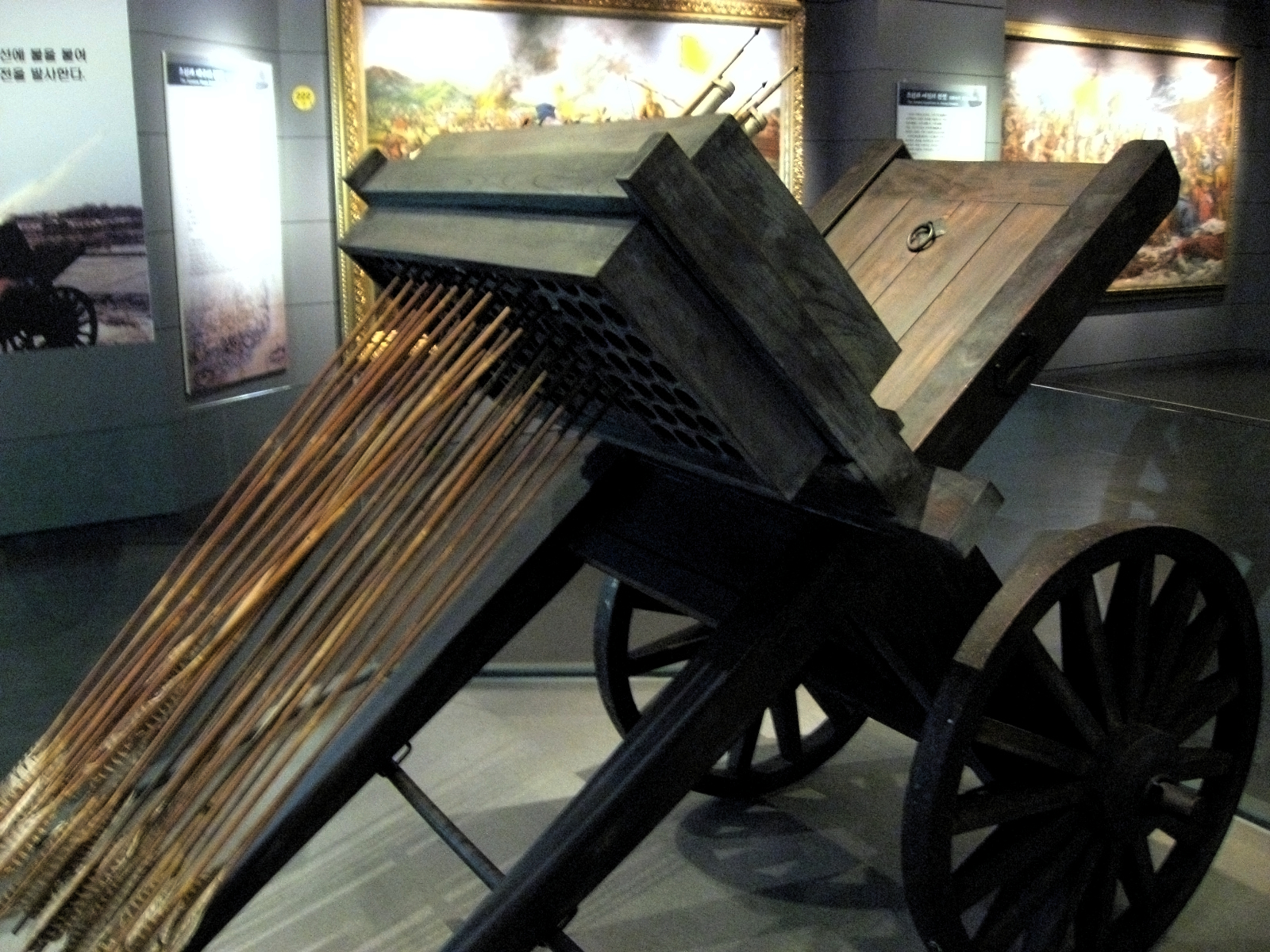
Hỏa xa được người Triều Tiên phát triển và có thể bắn đến 200 mũi tên một lần.

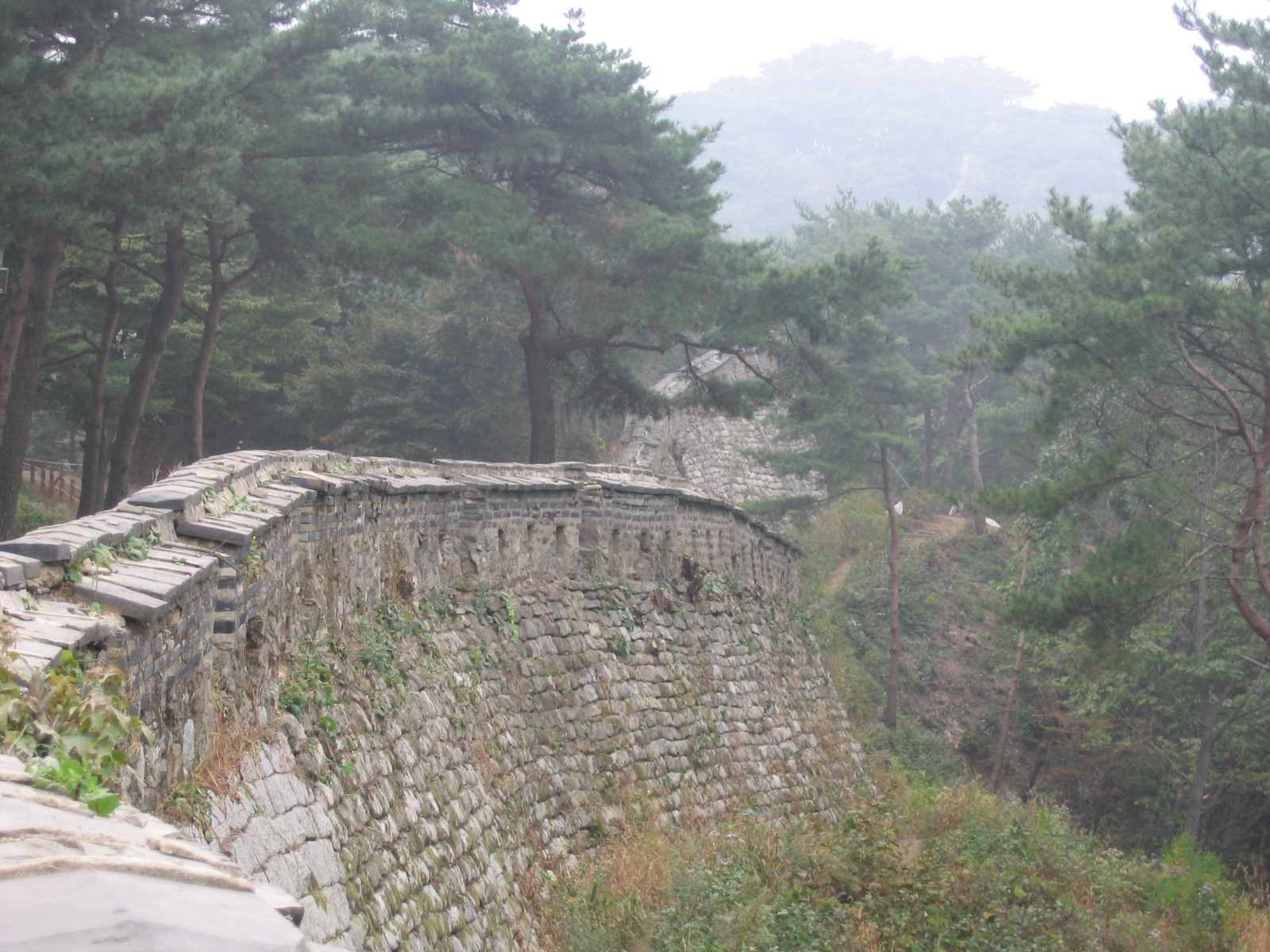
Những thành vững chắc trên núi như ở Namhansanseong xuất hiện nhiều. Tuy vậy, các thành bằng đá khác lại chỉ có chất lượng và kiến trúc kém

Hai mối đe dọa an ninh chính với Triều Tiên và Trung Quốc vào thời điểm đó là người Nữ Chân, đột kích dọc biên giới phía Bắc và Oa khấu (cướp biển Nhật Bản), cướp bóc các làng mạc ven biển và thương thuyền. Để chống lại người Nữ Chân, người Triều Tiên phát triển hải quân hùng mạnh, xây dựng phòng tuyến liên hoàn các pháo đài dọc sông Tumen, và giành quyền kiểm soát đảo Đối Mã. Thế phòng thủ này trong một môi trường tương đối hòa bình khiến người Triều Tiên dựa trên hỏa lực mạnh của thành trì và tàu chiến. Với việc du nhập của thuốc súng dưới triều Cao Ly, Triều Tiên đã phát triển các khẩu đại bác tiên tiến, sử dụng rất hiệu quả trên tàu hải quân. Thậm chí mặc dù Trung Hoa là nơi tập trung chủ yếu của các công nghệ quân sự mới ở châu Á, Triều Tiên vẫn trội hơn cả về chế tạo đại bác và đóng tàu vào thời đó. Tuy nhiên, lực lượng trên bộ của Triều Tiên lại không được trang bị súng mà chỉ có các vũ khí truyền thống như gươm, giáo, cung tên.
Nhật Bản thì đã ở thời Chiến Quốc hơn một thế kỷ, các tướng lĩnh quân đội Nhật có rất nhiều kinh nghiệm tác chiến trên bộ và họ đã ủng hộ việc trang bị súng hỏa mai du nhập từ Bồ Đào Nha cho số lượng lớn binh sỹ. Chiến thuật này khác về phát triển vũ khí và ứng dụng góp phần vào thế thống trị của người Nhật trên đất liền, trong khi Triều Tiên thống trị trên biển.
Vì Nhật Bản trong tình trạng chiến tranh từ giữa thế kỷ 15, Hideyoshi có toàn quyền sử dụng đến nửa triệu chiến binh đã được tôi luyện qua chiến đấu, lập nên quân đội chuyên nghiệp nhất ở châu Á thời đó. Trong khi các sứ quân hỗn loạn của Nhật Bản đánh giá rất thấp mối đe dọa quân sự từ Triều Tiên với Nhật Bản, một cảm giác thống nhất giữa các phe cánh chính trị khác nhau ở Nhật Bản và cuộc săn lùng kiếm năm 1588, (tịch thu tất cả vũ khí từ nông dân) chỉ ra một điều khác. Cùng với cuộc săn lùng của "Chiếu chia cắt" năm 1591, chấm dứt một cách có hiệu quả tất cả hoạt động cướp biển Nhật Bản bằng cách cấm các đại danh trợ giúp cho cướp biển ở trong thái ấp của mình. Mỉa mai là, người Triều Tiên tin rằng cuộc xâm lược của Hideyoshi sẽ chỉ là việc mở rộng các cuộc đột kích kiểu cướp biển trước kia, vốn đã bị đẩy lui. Về vị thế quân sự của Triều Tiên, Liễu Thành Long quan sát:
| “ | Không có ai trong 100 tướng lĩnh Triều Tiên biết phương pháp huấn luyện binh lính | ” |

Các tướng trèo lên địa vị này phụ thuộc nhiều hơn vào các mối quan hệ xã hội thay vì tri thức quân sự. Binh lính Triều Tiên vô tổ chức, được huấn luyện và trang bị kém và họ phần lớn được sử dụng để xây dựng các công trình như xây tường thành.

#### Các vấn đề với chính sách phòng thủ của nhà Triều Tiên

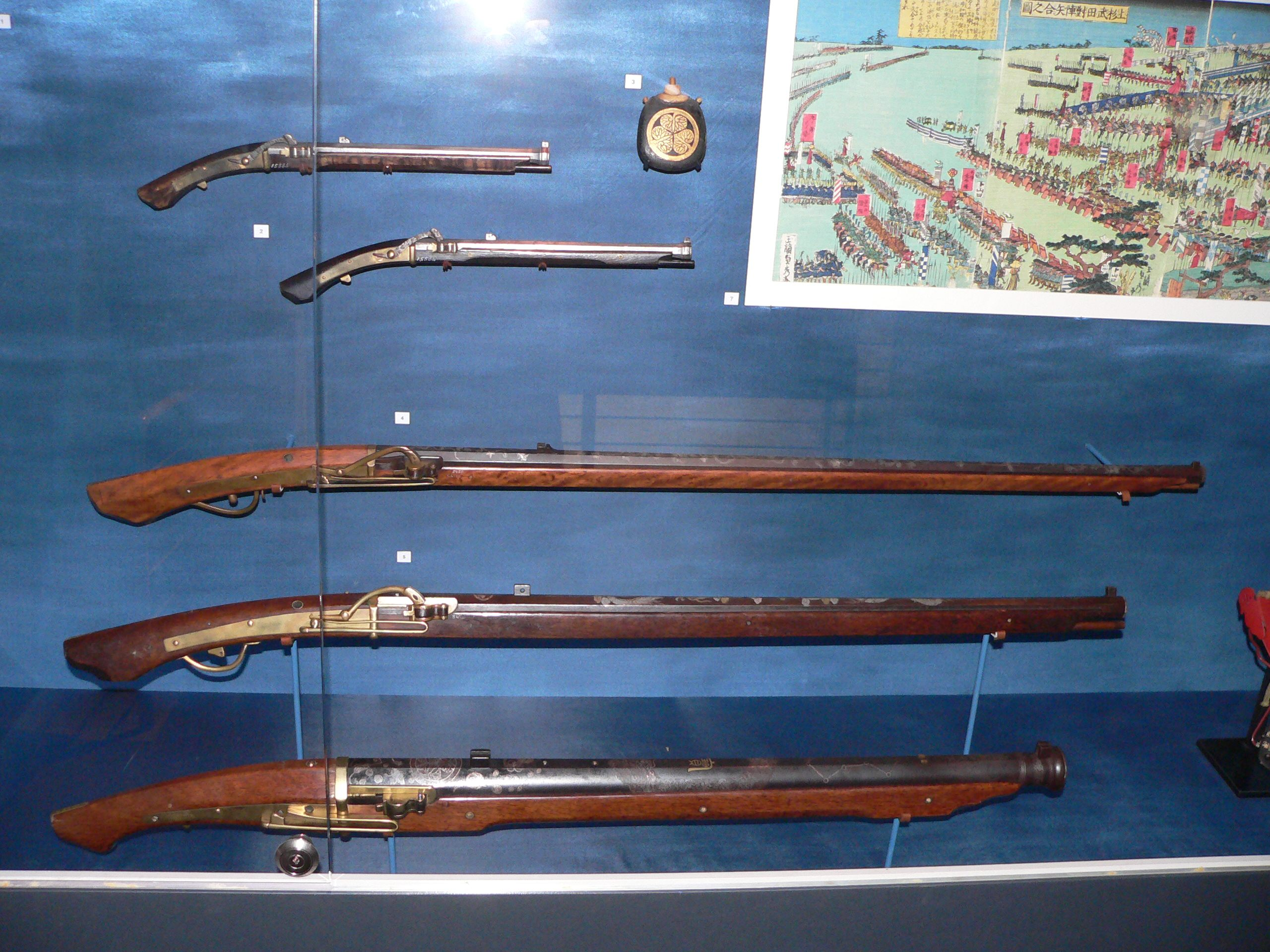
Súng hỏa mai Nhật Bản vào thời Edo. Những loại hỏa khí này được binh lính Nhật sử dụng trong các cuộc xâm lược của Hideyoshi

Có vài nhược điểm trong tổ chức quân đội Triều Tiên. Một ví dụ là chính sách phòng thủ mà quan lại địa phương không thể tự mình chịu chống lại các cuộc xâm lược từ bên ngoài, nó nằm ngoài phạm vi quyền lực của họ cho đến khi một vị tướng cấp cao hơn, do triều đình bổ nhiệm, đến nơi với đội quân cơ động. Sự sắp xếp này rất không hiệu quả ở điểm quân đội gần đó không hề hành động cho đến khi vị chỉ huy đến nơi và ra lệnh. Thứ hai, vì các tướng được bổ nhiệm được xuất thân từ vùng khác, ông ta không quen với môi trường tự nhiên, kỹ thuật và nhân lực hiện có của vùng bị xâm chiếm. Cuối cùng, vì quân chủ lực không bao giờ được duy trì, phần lớn quân đội được cấu thành từ những tân binh nghĩa vụ thời chiến được huấn luyện kém. Nhà Triều Tiên tiến hành được vài cải cách, nhưng thậm chí chúng còn lắm vấn đề hơn. Ví dụ như, trung tâm huấn luyện quân sự ra đời năm 1589 ở đạo Khánh Thượng tuyển chủ yếu là các lính quá trẻ hoặc quá già (vì những người mà chính sách này nhắm đến có ưu tiên lớn hơn ví dụ như làm nông hay các hoạt động kinh tế khác), thêm vào đó là những quý tộc ưa mạo hiểm và những nô lệ mua tự do cho mình.
Thành trì Triều Tiên chủ yếu là loại "sơn thành" (sansŏng), bao gồm một bức tường đá, kéo dài xung quanh một ngọn núi theo hình con rắn. Những bức tường này được thiết kế kém, ít sử dụng tháp canh và lỗ châu mai (thường thấy trong các công sự châu Âu) và phần lớn đều thấp. Chính sách thời chiến yêu cầu mọi người phải di tản đến tòa thành gần đó và những người không làm được như thế sẽ bị coi là hợp tác với quân địch; tuy vậy, chính sách này chẳng có tác dụng gì cả vì phần lớn người tị nạn đều không tới được tòa thành.
Các chỉ huy trong quân đội và Hải quân Triều Tiên xuất thân từ tầng lớp quý tộc, nhưng không giống như tầng lớp quý tộc Nhật Bản được đào tạo để trở thành chiến binh từ khi còn nhỏ. Tầng lớp quý tộc Triều Tiên dành nhiều thời gian cho việc bắn cung, viết lách, thư pháp và trao dồi Nho giáo. Chất lượng tướng lĩnh Triều Tiên vì thế mà cũng bị ảnh hưởng với một số chỉ huy Triều Tiên có khả năng chiến đấu và những người khác thì không bộ binh Triều Tiên sử dụng mũ kiểu Trung Quốc, nhưng không có áo giáp. Thanh kiếm tiêu chuẩn là hwando, một thanh kiếm cong thường ngắn hơn, nhưng nhẹ hơn so với các loại kiếm Nhật Bản. Vũ khí độc đáo khác của Triều Tiên là chùy, với một thanh gỗ cứng dài 1,5 mét (4 ft 11 in), được sơn màu đỏ nối với một sợi dây xích gắn vào trục bằng đinh sắt. Ngoài ra cung tên của Triều Tiên có tầm bắn 450 mét (1.480 ft) so với 300 mét (980 ft) với cung Nhật Bản.

#### Quân số
Hideyoshi huy động quân đội của mình ở thành Nagoya trên đảo Kyūshū (ngày nay là Karatsu), một tòa thành mới xây chỉ với mục đích làm nơi đồn trú của lực lượng xâm lược và dự bị. Cuộc xâm lược lần thứ nhất bao gồm chín cánh quân với tổng số 158.700 lính bao gồm cả nhân công, vận tải (trong đó 1/4 có súng), trong đó có 21.500 quân dự bị đóng tại hai đảo Đối Mã và Iki.

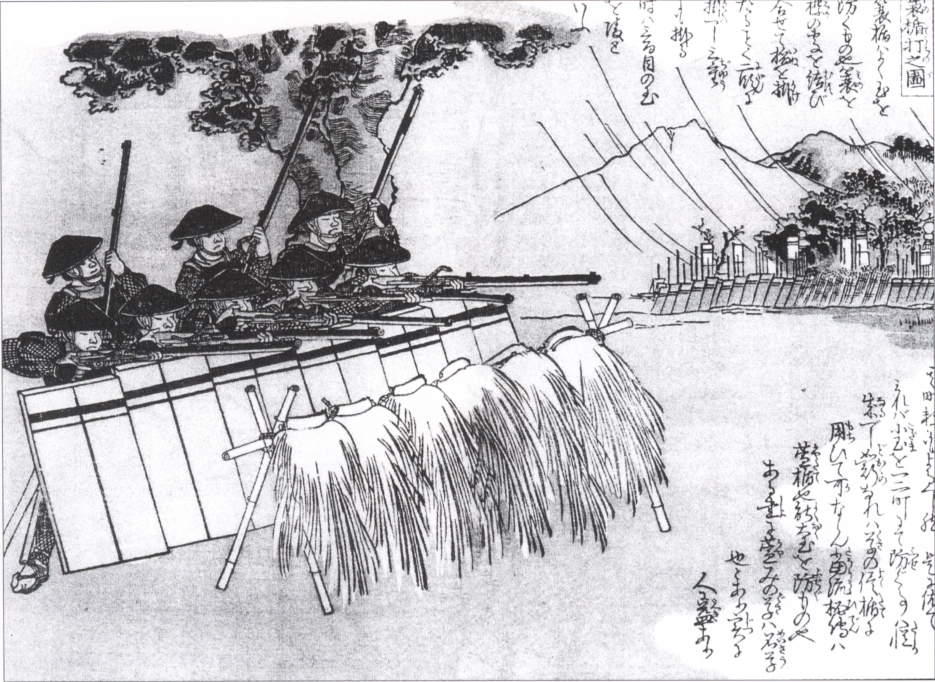
Ashigaru sử dụng súng hỏa mai tanegashima bắn theo đội hình

Khoản 1/3 số đó là lực lượng chiến đấu chính (samurai, người hầu của họ và bộ binh ashigaru), trong khi 2/3 còn lại là lực lượng hỗ trợ (quân y, nhà sư, trợ lý, nhân công, chèo thuyền, …). Dưới đây thể hiện lực lượng của Gotō Sumiharu, người nắm giữ thái ấp Fukue (được đánh giá khoản 140,000 koku) trên quần đảo Gotō. Thư tịch gia đình cho thấy ông ta đã lãnh đạo một lực lượng là 705 người, với 27 con ngựa, 220 người chiến đấu trực tiếp trong khi 485 người đóng vai trò hỗ trợ và hậu cần. Cụ thể như sau:
- Tướng (chỉ huy): 1 và ngựa của ông ta.
- Cố vấn: 5 người và 5 ngựa.
- Đưa thư: 3 người với 3 ngựa.
- Kiểm soát: 2 người với 2 ngựa.
- Samurai Kỵ binh: 11 người với 11 ngựa.
- Samurai bộ binh: 40 người.
- Người phục vụ Samurai: 38 người.
- Bộ binh Ashigaru: 120 người.

Thư tịch của một daimyō khác tham chiến được được lưu lại bởi Shimazu Yoshihiro:
- 600 samurai
- 300 lính cờ hiệu
- 1,500 ashigaru cầm hỏa mai
- 1,500 cung ashigaru
- 300 ashigaru giáo
- 6,400 nhân công và chèo thuyền

Phần lớn lực lượng chiến đấu được đưa tới Triều Tiên là ashigaru (bộ binh nhẹ), họ là nông dân phục vụ trong lãnh địa được trang bị áo giáp, giáo, súng tanegashima, cung yumi. Không giống như các samurai vốn tự trang bị những bộ giáp đắt tiền, ashigaru mặc những bộ giáp sắt rẻ tiền quanh người. Ashigaru được trang bị súng hỏa mai tanegashima và được huấn luyện chiến đấu theo chuẩn Châu Âu. Họ cầm súng hỏa mai bắn theo theo đội hình, hàng trước bắn rồi khụy gối để nạp đạn sau đó đến hàng sau đứng bắn và cứ như vậy chu kỳ được lặp đi lặp lại.
Quy mô hải quân Nhật Bản dao động từ 9.000 đến 10.000. Lực lượng chính là hải quân Awaji và hải quân Kii. Hải quân Murakami, Kurushima thuộc cánh quân của gia tộc Kobayakawa - Mori.
Mặt khác, Triều Tiên chỉ duy trì vài đơn vị quân đội nhỏ và không có quân dã chiến, và việc phòng thủ của họ dựa chủ yếu vào việc huy động dân binh trong tình huống khẩn cấp. Trong cuộc xâm lược đầu tiên, Triều Tiên từ đầu đến cuối chỉ dùng 84.500 quân chính quy, được sự trợ giúp của 22.500 quân tình nguyện không chính quy khác. Quân tiếp viện Trung Quốc trong chiến tranh không thể tạo ra sự khác biệt về số lượng vì họ không bao giờ duy trì quá 60.000 lính ở Triều Tiên ở bất kỳ thời điểm của cuộc chiến, trong khi người Nhật dùng tổng cộng 500.000 lính trong toàn bộ chiến tranh.
Sớm nhất là năm 1582, học giả Triều Tiên nổi tiếng Yul-gok đề xuất với nhà Triều Tiên thực hiện việc mở rộng quân đội toàn quốc lên đến 100.000 lính, bao gồm chế độ cưỡng bách tòng quân với nô lệ và con của thiếp, sau khi quân đội ở phía Bắc đại bại trước cuộc tấn công của người Nữ Chân. Tuy vậy, vì là người của phe Tây Nhân, phe Đông Nhân khi ấy đang thống trị từ chối lời đề nghị này. Lời đề nghị năm 1588 của một thống đốc cấp tỉnh về vũ trang cho 20 hòn đảo ở bờ biển phía Nam bán đảo và lời tấu năm 1590 về củng cố các đảo xung quanh thành phố cảng Phủ Sơn cũng nhận được kết quả tương tự. Thậm chí khi cuộc xâm lược của người Nhật ngày càng có nguy cơ xảy ra và Liễu Thành Long thay đổi ý kiến về vấn đề này, những lời phản đối hoàn toàn chỉ vì lý do đấu đá chính trị vô hiệu hóa tất cả các ý kiến chủ trương mở rộng quân đội. Cho đến năm 1592, người Triều Tiên bị thiếu quân số.

#### Vũ khí

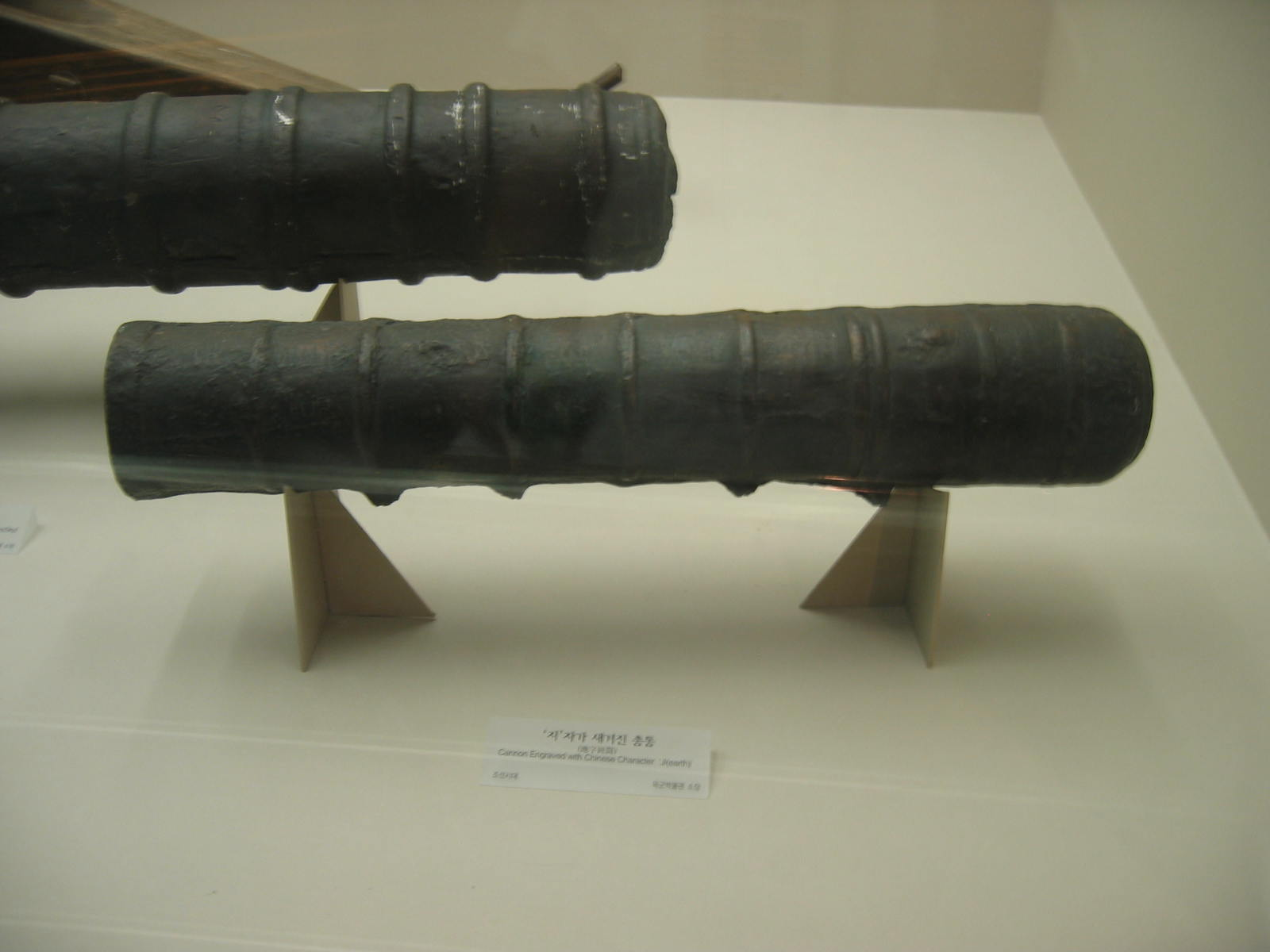
Súng thần công được sử dụng rộng rãi trong hải quân nhà Triều Tiên

Kể từ khi được các thương gia người Bồ Đào Nha du nhập vào đảo Tanegashima năm 1543, súng hỏa mai được sử dụng rộng rãi ở Nhật Bản. Cả Triều Tiên và Trung Quốc đều đang sử dụng hỏa khí tương tự như súng hỏa mai Bồ Đào Nha, nhưng là loại cũ hơn. Những hỏa khí cũ này cuối cùng không được dùng đến ở Triều Tiên, các vũ khí dùng thuốc súng chủ yếu của phía Triều Tiên là pháo binh và máy phóng tên bằng thuốc súng (Hwa-cha). Khi các nhà ngoại giao Nhật Bản tặng Triều Tiên súng hỏa mai làm quà, quan văn Triều Tiên Liễu Thành Long chủ trương sử dụng loại vũ khí mới này nhưng không thành công và nhà Triều Tiên không nhận ra tiềm năng của nó.
Vũ khí tiêu chuẩn của lính bộ binh cũng như samurai năm 1592 là giáo yari, một ngọn giáo để đâm, thường có 1 lưỡi ngang để kéo đối phương xuống ngựa. Nếu muốn chém đối thủ hơn là đâm, họ sẽ dùng ōdachi, đây là một lưỡi kiếm dài với cán lớn, hoặc naginata với lưỡi dao cong rất sắc. Nổi tiếng nhất trong số đó cõ lẽ là katana, một thanh kiếm được nhà sử học người Anh Stephen Turnbull mô tả “… lưỡi kiếm tốt nhất trong lịch sử chiến tranh”
Bộ binh Nhật không bao giờ mang khiên, với katana họ sử dụng để làm chệch cú đánh. Năm 1592, hầu hết đều sử dụng áo giáp lamellae được làm từ tấm sắt hoặc da buộc chặt lại với nhau, chúng cũng được thay đổi bao gồm những tấm sắt lớn để bảo vệ họ khỏi đạn. Đối với các Samurai, họ sử dụng những chiếc mặt nạ sắt gắn râu mép bằng lông ngựa với hình thù ma quái để làm khiếp đảm đối thủ.
Người Nhật thì dựa chủ yếu vào súng hỏa mai (kết hợp với cung tên).

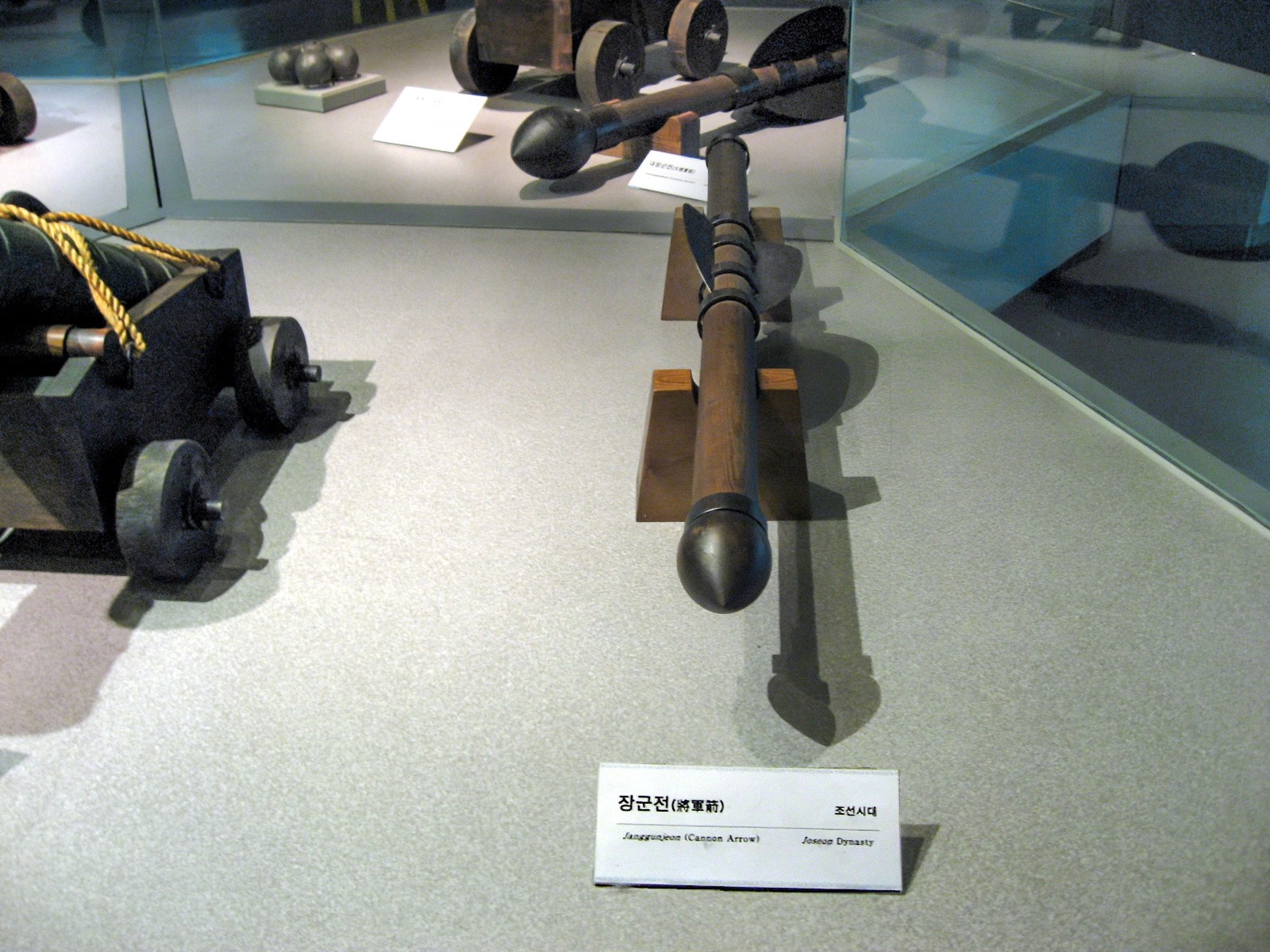
Mũi tên gỗ đầu bịt sắt loại lớn bắn từ đại bác Triều Tiên

Bộ binh Triều Tiên được trang bị một hay nhiều hơn các vũ khí cá nhân sau: kiếm, giáo, đinh ba, cung tên. Người Triều Tiên sử dụng một trong những loại cung tiên tiến nhất ở châu Á - loại cung ghép từ nhiều vật liệu được dát mỏng với một đường cong hướng vào trong cho hiệu quả cao nhất.
Tầm tối đa của cung Triều Tiên là 500 Yard, so với cung Nhật chỉ được 350 Yard. Tuy vậy, huấn luyện một xạ thủ sử dụng hiệu quả cây cung này vừa lâu vừa khó, không giống súng hỏa mai. Bộ binh Trung Quốc thì sử dụng nhiều loại vũ khí, vì họ phải đối phó với nhiều loại địa hình khác nhau trên khắp đất nước mình, bao gồm cung (chủ yếu là nỏ), kiếm (cũng dùng cho kỵ binh), súng hỏa mai, bom khói và thủ pháo.
Trong giai đoạn đầu cuộc chiến, người Nhật có được lợi thế lớn nhờ việc tập trung của súng hỏa mai, có tầm bắn lên đến 600 yard, có lực lớn hơn cung tên, và có thể bắn thành loạt tập trung để bù đắp lại sự thiếu chính xác (ở cả tầm gần và xa; với cung tên, ở tầm xa). Tuy nhiên, đến giai đoạn sau, người Triều Tiên và Trung Quốc tiếp thu việc sử dụng súng hỏa mai của người Nhật. Cũng phải nói rằng người Trung Quốc đã phát triển được áo chống đạn trong cuộc xâm lược lần thứ hai.
Tương tự với kị binh Đại Minh - thường xuyên phải đối đầu với kị binh du mục Mãn Châu, kị binh Triều Tiên (đặc biệt là các đơn vị kị binh Triều Tiên đóng ở biên giới phía bắc) được trang bị đầy đủ, khả năng chiến đấu tốt và dày dạn kinh nghiệm trận mạc. Do đó, Triều Tiên và Đại Minh tích cực sử dụng các đơn vị kỵ binh trên chiến trương, tuy vậy, kết quả rất tiêu cực cho phía Triều Tiên. Địa thế nhiều núi non ở Triều Tiên, thiếu cả địa hình bằng phẳng thích hợp cho kỵ binh xung phong và cỏ cho ngựa ăn, và việc người Nhật dùng súng hỏa mai có tầm bắn xa khiến các đơn vị kỵ binh mất lợi thế.
Kỵ binh Triều Tiên được tranh bị tạ xích và giáo (dài hơn kiếm Nhật) cho hỗn chiến và cung tên để tấn công tầm xa. Phần lớn hoạt động của kỵ binh Triều Tiên diễn ra trong Trận Trung Châu vào đầu cuộc chiến, nhưng họ bị áp đảo về quân số và bị bộ binh Nhật quét sạch. Các đơn vị quân Nhật cũng có kỵ binh, đôi khi được tranh bị loại súng nhỏ hơn được thiết kế đặc biệt để sử dụng trên lưng ngựa (mặc dù phần lớn kỵ sĩ sử dụng yari, giáo Nhật Bản). Người Nhật ít sử dụng kỵ binh vì kinh nghiệm trong cuộc nội chiến trước đó cho thấy kị binh thường bị đánh bại khi gặp bộ binh sử dụng súng hỏa mai bắn thành loạt tập trung.

#### Sức mạnh hải quân

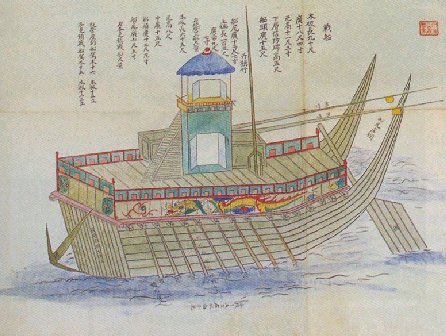
Bức vẽ cổ về một Panokseon

Không giống các binh chủng khác, binh chủng hải quân Triều Tiên rất mạnh. Vị thế dẫn đầu của Triều Tiên về công nghệ pháo binh và đóng tàu mang lại cho hải quân của họ lợi thế khủng khiếp. Với một lịch sử phụ thuộc vào biển cả và cần thiết đánh lại cướp biển Nhật Bản, hải quân Triều Tiên được phát triển mạnh trong suốt thời Cao Ly và vô cùng tiên tiến dưới nhà Triều Tiên. Cho đến cuộc xâm lược của Nhật Bản, Triều Tiên sử dụng Bản ốc thuyền (P'anoksŏn), xương sống của hải quân Triều Tiên.
Đặc biệt với sự thiếu vắng hoàn toàn của đại bác trên các con tàu Nhật trong giai đoạn đầu của cuộc chiến, hạm đội Triều Tiên có thể bắn phá tàu Nhật trong khi nằm ngoài tầm bắn trả của súng hỏa mai, cung tên, và máy bắn đá của người Nhật. Thậm chí khi người Nhật cố gắng thêm nhiều đại bác vào hạm đội của họ, thiết kế thuyền nhẹ của họ khiến họ không thể đặt nhiều đại bác hay đại bác hạng nặng lên tàu như người Triều Tiên.
Có những khuyết điểm cơ bản trong thiết kế của các thuyền Nhật Bản: đầu tiên, phần lớn thuyền của Nhật là tàu buôn được sửa lại để làm tàu chở quân do đó thích hợp cho việc chuyên chở lính và thiết bị hơn là để đặt đại bác. Thứ hai, tàu của Nhật đều có một buồm hình vuông (chỉ có hiệu quả khi thuận gió) trong khi tàu Triều Tiên có cả buồm và mái chèo. Thuyền của Nhật cũng có đáy hình chữ V (giống tàu Trung Quốc) lý tưởng cho tốc độ cao, nhưng khó điều khiển hơn Bản ốc thuyền đáy bằng; và thứ tư, thuyền của Nhật dùng đinh để ghép các ván tàu lại với nhau, trong khi Bản ốc thuyền của Triều Tiên dùng chốt gỗ, và sự khác biệt này mang lại lợi thế cho người Triều Tiên, vì ở dưới nước, đinh bị ăn mòn và lỏng dần, trong khi chốt gỗ nở ra, và làm mối nối chắc hơn.
Quân Triều Tiên có thế thượng phong trên biển còn là nhờ vào tài lãnh đạo và chiến thuật lỗi lạc của Đô đốc Lý Thuấn Thần, giúp ông bất khả chiến bại trong mọi trận đánh, tác động tiêu cực đến Hải quân Nhật Bản và đường tiếp vận của họ.
Hideyoshi còn thất bại trong việc thuê hai thuyền buồm Bồ Đào Nha tham gia vào cuộc chinh phạt này.

## Cuộc xâm lược lần thứ nhất (1592–1593)

### Những cuộc tấn công đầu tiên

#### Phủ Sơn và trấn Đa Đại
Ngày 23 tháng 5, 1592, Cánh quân thứ nhất gồm 7.000 lính do Konishi Yukinaga chỉ huy rời Đối Mã vào buổi sáng, và đến thành phố cảng Phủ Sơn vào buổi tối. Thám báo của hải quân Triều Tiên đã phát hiện được hạm đội Nhật Bản, nhưng Nguyên Quân (元均), Thủy quân Hữu đạo của Khánh Thượng, tưởng lầm hạm đội đó là thuyền buôn. Báo cáo sau đó về sự xuất hiện của thêm 100 tàu Nhật nữa làm tăng mối nghi ngờ của ông, nhưng vị tướng này không ra lệnh gì. Sō Yoshitoshi xuống bờ biển Phủ Sơn một mình để yêu cầu lần cuối với người Triều Tiên để đoàn tàu Nhật đến Trung Quốc một cách an toàn; người Triều Tiên từ chối, và Sō Yoshitoshi bao vây thành phố trong khi Konishi Yukinaga tấn công trấn Đa Đại gần đó sáng hôm sau. Ghi chép của Nhật Bản khẳng định rằng trận chiến này là một sự hủy diệt hoàn toàn với người Triều Tiên (một tài liệu khẳng định có 8.500 quân bị giết, trong khi sách khác nói rằng lên đến 30.000), trong khi ghi chép của Triều Tiên khẳng định người Nhật thiệt hại nặng trước khi chiếm được thành phố.
Theo ghi chép của Triều Tiên, Chỉ huy ở Phủ Sơn là tướng Chong Pal đã chỉ huy quân của mình và hét lớn: “Ta ra lệnh cho các ngươi chiến đấu và hy sinh một cách thật anh dũng! Kẻ nào lùi bước, đích thân ta sẽ lấy đầu kẻ đó!”. Cuộc chiến diễn ra ác liệt nhưng nhanh chóng kết thúc. Tại đây, người Triều Tiên lần đầu tiên được nếm trải sức mạnh của súng hỏa mai. Chính tướng Chong Pal cũng tử trận, và người vợ lẽ mới 18 tuổi của ông đã tuẫn tiết ngay bên cạnh chồng mình.
Tới 9 giờ sáng thì quân Triều Tiên thất thủ. Khi quân Nhật tràn vào thành, Biên niên sử Samurai của Yoshino Jingozaemon ghi lại: “Chúng tôi bắt hết những người đang chạy loạn khắp nơi và cả những người cố gắng trốn trong khe vách giữa các căn nhà. Những người không tìm được chỗ trốn thì chạy tới cổng phía đông, họ nắm tay nhau tới chỗ chúng tôi và nói tiếng Trung: ‘Mano! Mano!’, như thể đang cầu xin sự khoan dung. Không màng tới điều này, quân của chúng tôi lao tới tàn sát họ như để hiến tế máu cho thần chiến tranh vậy…”.
Trong những ngày sau đó, liên tiếp hai đơn vị bổ sung cập bến Phủ Sơn: Kato Kiyomasa với 22.800 quân; Kuroda Nagamasa với 11.000 quân. Tướng Konishi, với đội đầu tiên tới Pusan của mình tiến thẳng về kinh đô ở Seoul, lộ trình hướng vào trung tâm bán đảo.

#### Đông Lai

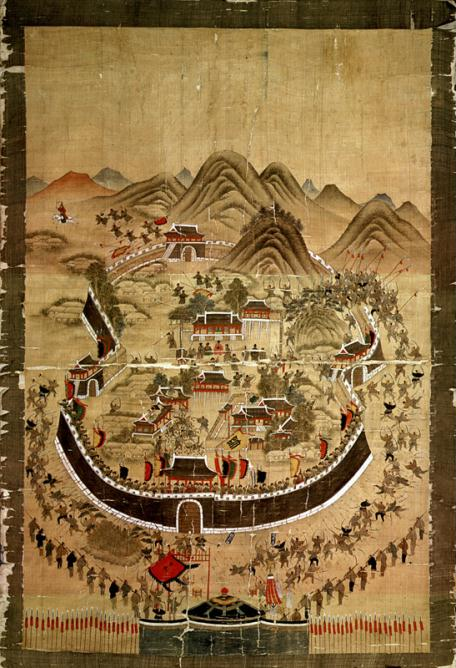
"Dongnaebu Sunjeoldo", tranh vẽ Triều Tiên năm 1760 miêu tả trận Dongnae

Sáng này 25 tháng 5, 1592, cánh quân thứ nhất đến ấp thành Đông Lai. Cuộc chiến diễn ra trong vòng 12 tiếng, 3.000 lính bị giết, và kết thúc với thắng lợi của Nhật Bản. Một truyền thuyết phổ biến, miêu tả vị tướng giữ thành, Song Sanghyŏn. Khi Konishi Yukinaga lại yêu cầu một lần nữa, trước trận đánh, rằng người Triều Tiên để người Nhật đi qua bán đảo, viên trấn thành đáp, "Ta chết thì dễ, nhưng ngươi qua thì khó đấy." Thậm chí khi quân Nhật đã đến gần vị trí chỉ huy của ông, Song vẫn ngồi yên với thái độ đường hoàng. Và khi quân Nhật cắt đứt tay phải giữ quyền trượng chỉ huy, Song dùng tay trái nhặt cây gậy lên, khi tay trái bị chặt đứt, ông nhặt gậy lên bằng miệng, lần này, ông bị giết bởi cú chém thứ ba.
Người Nhật, ấn tượng vì sự ngoan cường của Song, chôn cất thi hài ông với nghi lễ trang trọng. Song Sang-hyeon đã trở thành một huyền thoại tại Triều Tiên. Trên ngôi mộ của ông có một tượng đài bằng gỗ và hai chữ "trung thành", và trong đền thờ Chungnyolsa ở chân đồi trong thành Đông Lai, nơi ông được vinh danh cùng với Chong Pal và Yun Heung-sin, có một bức tranh vẽ ông bình thản ngồi trên ghế của mình khi quân Nhật Bản tiền sát tới đài chỉ huy của ông.

#### Đánh chiếm đạo Khánh Thượng
Cánh quân thứ hai của Katō Kiyomasa đổ bộ xuống Phủ Sơn ngày 27 tháng 5, và cánh thứ ba của Kuroda Nagamasa, phía Tây Nakdong, ngày 28 tháng 5. Cánh thứ hai chiếm thành phố bị bỏ trống Tongdo ngày 28 tháng 5, và Khánh Châu ngày 30 tháng 5. Cánh thứ ba, khi đổ bộ, chiếm thành Kim Hải gần đó bằng hỏa lực mạnh trong khi dựng các dốc thoải bằng cây để trèo lên tưởng thành. Cho đến ngày 3 tháng 6, cánh quân thứ 3 chiếm được Vân Sơn, Xương Ninh, Hyonpung, và Thượng Châu. Trong khi đó, cánh thứ nhất của Konishi Yukinaga tiến qua sơn thành Lương Sơn (bị chiếm trong đêm diễn ra trận Đông Lai, lính thủ thành bỏ chạy khi đội quân trinh sát của Nhật bắn súng hỏa mai), và chiếm thành Mật Dương trưa ngày 26 tháng 5. Cánh thứ nhất chiếm được thành Cheongdo vài ngày sau đó, và thiêu hủy thành phố Đại Khâu. Cho đến ngày 3 tháng 6, cánh thứ nhất vượt sông Lạc Đông, và dừng lại ở núi Sonsan.

### Nhà Triều Tiên phản kích
Khi nhận được tin về cuộc tấn công của người Nhật, triều đình Triều Tiên bổ nhiệm Tướng Lý Dật (李鎰) làm tướng trấn giữ biên giới, như chính sách đã định. Lý Dật tiến đến Myongyong gần đầu con đèo chiến lược quan trọng Choryong để tập hợp quân đội, nhưng ông phải đi xa hơn về phía Nam để gặp được đội quân tập hợp tại thành Đại Khâu. Ở đó, Lý Dật lệnh cho toàn quân lùi về Thượng Châu, trừ những người sống sót sau trận Đông Lai làm đạo quân hập tập tại đèo Choryong.

#### Trận Thượng Châu
Ngày 25 tháng 4, Lý Dật triển khai gần 1.000 quân trên hai con đồi nhỏ để đương đầu với cánh quân thứ nhất của Nhật. Đoán rằng khói bốc lên là từ những tòa nhà bốc cháy gần quân Nhật, Lý Dật cử một võ quan đi trinh thám; tuy vậy, khi đến gần cầu, người này bị lính hỏa mai của quân Nhật phục kích từ bên dưới cầu, và bị chặt đầu. Quân Triều Tiên, thấy viên sĩ quan tử trận mất sĩ khí nghiêm trọng. Ngay sau đó, người Nhật khởi đầu trận đánh bằng một loạt súng hỏa mai; người Triều Tiên đáp lại bằng cung tên, nhưng không bắn tới được mục tiêu. Quân Nhật, đã được chia thành ba đường, tấn công hàng ngũ quân Triều Tiên từ cả chính diện và hai cánh; trận đánh kết thúc với sụ rút lui của Lý Dật và quân Triều Tiên thương vong 700 người.

#### Trận Trung Châu
Lý Dật sau đó lên kế hoạch sử dụng đèo Choryong, con đường duy nhất qua đầu mút phía Tây của dãy Tiểu Bạch để chặn bước tiến của quân Nhật. Tuy vậy, một vị tướng khác, Thân Lạp (申砬), được triều đình Triểu Tiên bổ nhiệm đã đến khu vực đó với một đội kỵ binh và chuyển 8.000 binh lính hỗn hợp tới Trung Châu, nằm ở trên đèo Choryong. Thân Lạp sau đó muốn đánh trận ở nơi quang đãng, nơi ông thấy lý tưởng cho việc triển khai đơn vị kỵ binh của mình, và điều đơn vị của mình đến các cánh đồng rộng ở Tangeumdae. Vị tướng này sợ rằng, vì kỵ binh bao gồm phần lớn là tân binh, binh lính sẽ dễ dàng chạy trốn khỏi trận đánh, ông thấy cần phải chặn quân mình lại trong một vùng hình tam giác tạo thành bởi sự hợp lưu giữa hai con sông Thán Xuyên và Hán theo hình chữ "Y". Tuy vậy, cánh đồng này có nhiều cánh đồng trồng lúa ngập nước và không thích hợp cho kỵ binh.
Ngày 5 tháng 6, 1592 Cánh quân thứ nhất gồm 18.000 lính do Konishi Yukinaga chỉ huy rời Sangju và tiến đến tòa thành bị bỏ hoang ở Văn Khánh vào ban đêm. Ngày hôm sau, cánh thứ nhất đến Tangumdae vào đầu buổi trưa, ở đây họ gặp một đơn vị kỵ binh Triều Tiên trong Trận Trung Châu. Konishi chia quân mình thành 3 đường, và tấn công với súng hỏa mai từ cả hai cánh và chính diện. Cung tên Triều Tiên không bắn được tới lính Nhật, và Thân Lạp dẫn đầu hai cuộc tấn công vào hàng ngũ quân Nhật nhưng đều thất bại. Thân Lạp sau đó nhảy xuống sông tự sát, và quân Triều Tiên cố vượt sông chạy trốn đều bị nhấn chìm, hay bị chặt đầu khi quân Nhật truy kích.

### Chiếm kinh đô Hán Thành
Cánh thứ hai do Katō Kiyomasa chỉ huy đến Trung Châu, với cánh thứ ba không xa ở đằng sau. Ở đó, Katō thể hiện sự giận dữ của mình với Konishi vì không đợi tại Phủ Sơn như kế hoạch, và cố giành mọi vinh quang về phần mình; sau đó Nabeshima Naoshige để xuất một thỏa ước sẽ chia quân Nhật làm hai đạo, tiến theo hai đường khác nhau đến Hán Thành (thủ đô và ngày nay là Seoul), và cho phép Katō Kiyomasa chọn con đường mà cánh thứ hai sẽ đi để đến Seoul. Hai cánh quân bắt đầu chạy đua để chiếm được Hán Thành ngày 8 tháng 6, và Katō lấy con đường ngắn hơn qua sông Hán trong khi Konishi đi xa hơn lên thượng nguồn nơi con nước nhỏ ít cản trở hơn. Konishi đến Hán Thành trước vào ngày 10 tháng 6 trong khi cánh quân thứ hai phải dừng lại vì không có thuyền để qua sông. Cánh quân thứ nhất thấy tòa thành không được phòng bị với các cổng khóa chặt, vì vua Tuyên Tổ đã bỏ chạy từ ngày trước đó. Quân Nhật phá một cửa cống nhỏ, nằm trên tường thành, và mở cổng kinh đô từ bên trong. Cánh quân thứ hai của Katō tới kinh đô ngày hôm sau (phải đi theo cùng con đường với cánh quân thứ nhất), và cánh quân thứ ba và thứ tư ngày hôm sau nữa. Trong khi đó, cánh thứ 6,7 và 8 đã đổ bộ xuống Busan, với cánh quân thứ 9 làm dự bị trên đảo Iki.
Một phần của Hán Thành đã bị cướp phá và đốt cháy (ví dụ như nơi giữ ghi chép về nô lệ và kho vũ khí), và người dân bỏ hoang. Tướng Kim Myong-won, có nhiệm vụ phòng ngự dọc sông Hán, đã rút chạy. Các thần dân của nhà vua lấy đi gia súc từ chuồng của hoàng gia và bỏ chạy trước cả vua, bỏ ông lại dựa trên đám gia súc. Ở mỗi làng, nhà vua bắt gặp thần dân của mình, đứng dọc hai bên đường, than khóc rằng nhà vua đã bỏ rơi họ, và bỏ mặc nghĩa vụ thể hiện lòng kính trọng của mình. Nhiều công trình ở bở phía Nam sông Lâm Tân bị đốt cháy để ngăn quân Nhật có vật liệu để vượt sông, và Tướng Kim Myong-won triển khai 12.000 quân tại 5 điểm dọc con sông.

### Chiến dịch của người Nhật ở phía Bắc

#### Vượt sông Lâm Tân
Khi cánh quân thứ nhất nghỉ lại ở Hán Thành, cánh quân thứ hai bắt đầu tiến lên phía Bắc, chỉ để bị cầm chân tại sông Lâm Tân hai tuần lễ. Người Nhật gửi các thông điệp thân thiện tới người Triều Tiên ở bờ bên kia, yêu cầu được đi qua để đến Trung Quốc, nhưng người Triều Tiên từ chối. Sau đó các chỉ huy quân Nhật rút lính của mình đến Pha Châu an toàn hơn; người Triều Tiên thấy đó là một cuộc rút lui, và phát động tấn công vào lúc bình minh chống lại số quân Nhật còn lại ở bờ Nam sông Lâm Tân. Quân chủ lực Nhật Bản phản kích lại đội quân Triều Tiên bị cô lập và lấy được thuyền của họ; vào lúc này, Tướng Triều Tiên Kim Myong-won rút quân đến Khai Thành.

#### Phân bổ quân lực năm 1592
Với việc Khai Thành bị chiếm ít lâu sau khi Tướng Kim Myong-won rút lui đến Bình Nhưỡng, do đó quân Nhật phân chia mục tiêu của mình: cánh quân thứ nhất sẽ đuổi theo Vua Triều Tiên ở đạo Bình An ở phía Bắc (thành Bình Nhưỡng ở đó); cánh quân thứ hai sẽ tấn công Hàm Hưng ở phía Đông Bắc Triều Tiên; cánh quân thứ sáu tấn công đạo Toàn La ở đầu mút phía Tây Nam của bán đảo; cánh quân thứ tư chiếm đạo Giang Nguyên ở phía Trung Tây bán đảo; và cánh thứ 3, 5, 7 và 8 sẽ lần lượt đóng tại các đạo sau: Hoàng Hải (dưới đạo Bình An), Trung Thanh (dưới đạo Kinh Kỳ); Khánh Thượng (ở phía Đông Nam, nơi người Nhật đổ bộ xuống đầu tiên); và Kinh Kỳ (kinh đô nằm ở đây).

#### Đánh chiếm Bình Nhưỡng
Cánh quân thứ nhất của Konishi Yukinaga tiến lên phía Bắc chiếm Bình An, Thụy Hưng, Phượng Sơn, Hoàng Châu và Trung Hòa trên đường tiến quân. Tại Trung Hòa, cánh quân thứ ba của Kuroda Nagamasa hội quân với cánh thứ nhất, và tiếp tục tiến Bình Nhưỡng ở phía sau sông Đại Đồng. 10.000 quân Triều Tiên phòng thủ thành phố chống lại 30.000 quân Nhật  với nhiều chỉ huy khác nhau bao gồm của các tướng Lý Dật và Kim Myong-won, và việc chuẩn bị phòng thủ của họ đã đảm bảo chắc chắn rằng người Nhật sẽ không có thuyền để vượt sông.
Đêm ngày 22 tháng 7, 1592, quân Triều Tiên im lặng vượt sông và phát động được một cuộc tấn công bất ngờ vào doanh trại quân Nhật. Tuy vậy, việc này làm tỉnh giấc phần còn lại của quân Nhật, họ tấn công vào hậu quân Triều Tiên và tiêu diệt đội quân tiếp viện vượt sông. Sau đó, phần còn lại của quân Triều Tiên rút lui trở về Bình Nhưỡng, và quân Nhật không đuổi theo quân Triều Tiên để tìm xem quân địch đã vượt sông bằng cách nào.
Ngày hôm sau, sử dụng cách mà họ đã quan sát được từ quân Triều Tiên rút chạy, người Nhật bắt đầu điều quân qua bờ bên kia qua điểm cạn của con sông, một cách có hệ thống và khi đó, người Triều Tiên đã bỏ lại thành phố từ đêm hôm trước. Vào ngày 24 tháng 7, đạo quân thứ nhất và thứ ba tiến vào thành Bình Nhưỡng.

#### Chiến dịch ở đạo Giang Nguyên
Cánh quân thứ tư dưới sự chỉ huy của Mōri Yoshinari tiến về phía Đông từ kinh đô Hán Thành trong tháng 7, và chiếm các tòa thành dọc bờ biển từ An Biên đến Tam Trắc. Cánh quân này sau đó quay vào trong nội địa chiếm Tinh Thiện, Ninh Việt, và Bình Xương, và đóng quân tại thủ phủ đạo này tại Nguyên Châu. Tại đây Mōri Yoshinari thiết lập sự quản lý dân sự, cấp bậc xã hội một cách có tổ chức theo kiểu Nhật, và kiểm soát việc đo đạc đất đai. Shimazu Yoshihiro, một trong các vị tướng trong cánh quân thứ tư, đến Giang Nguyên muộn, do cuộc nổi loạn Umekita và kết thúc chiến dịch với việc chiếm Xuân Xuyên.

#### Chiến dịch ở đạo Hàm Kính và Mãn Châu
Katō Kiyomasa dẫn hơn 20.000 lính thuộc cánh quân thứ hai, hành quân 10 ngày vượt qua bán đảo đến An Biên, và quét lên phía Bắc dọc bờ biển phía Đông. Trong các thành bị chiếm có Hàm Hưng, thủ phủ đạo Hàm Kính, và ở đây một phần cánh quân thứ hai được dùng để phòng ngự và quản lý dân sự.
10.000 lính còn lại của cánh quân này tiếp tục tiến lên phía Bắc, giao chiến ngày 23 tháng 8 với quân đội phía Nam và Bắc Hàm Cảnh dưới quyền quyền chỉ huy của Yi Yong tại Songjin (ngày nay là Kimchaek). Một đạo kỵ binh Triều Tiên lợi dụng chiến trường mở tại Songjin, và đẩy quân Nhật vào một kho gạo. Ở đây, quân Nhật lấy các đụn gạo làm chường ngại, và dùng súng hỏa mai đẩy lui được đội hình tấn công của quân Triều Tiên. Trong khi quân Triều Tiên dự định tái chiến vào buổi sáng, Katō Kiyomasa phục kích họ vào ban đêm; cánh quân thứ hai hoàn toàn bao vây quân đội Triều Tiên, chỉ chừa một đường mở dẫn đến một đầm lầy. Ở đây, những người chạy thoát bị mắc kẹt và bị tàn sát hết.
Quân Triều Tiên tháo chạy báo động với các đồn khác, cho phép quân Nhật dễ dàng đánh chiếm Cát Châu, Minh Xuyên, và Kính Thành. Cánh quân thứ hai sau đó quay ngược vào trong nội địa qua Phú Ninh đến Hội Ninh nơi các Vương tử Triều Tiên đang trú ẩn. Ngày 30 tháng 8, 1592, cánh quân thứ hai tiến vào Hoeryong, ở đây Katō Kiyomasa tiếp các Hoàng tử Triều Tiên và quan tổng trấn Yu Yong-rip, những người đã bị dân địa phương bắt giữ. Ít lâu sau đó, một nhóm quân lính Triều Tiên giao nộp đầu của một viên tướng Triều Tiên vô danh, và Tướng Han Kuk-ham cột nó vào dây thừng.
Katō Kiyomasa sau đó quyết định tấn công toà thành của người Nữ Chân gần đó dọc sông Tumen ở Mãn Châu để thử xem binh lính của mình chiến đấu thế nào với nhũng kẻ "man di", như người Triều Tiên gọi người Nữ Chân ("Orangkae" trong tiếng Triều Tiên và "Orangai" trong tiếng Nhật - chữ tiếng Nhật có nguồn gốc từ từ nguyên và khái niệm như man di từ tiếng Triều Tiên). 3.000 lính Triều Tiên tại Hamgyong cũng tham chiến (cùng với 8.000 quân của Kato), vì người Nữ Chân định kỳ vẫn đột kích họ dọc biên giới. Đội quân liên hợp nhanh chóng chiếm thành, và đóng trại gần biên giới; sau khi quân Triều Tiên trở về nhà, quân Nhật phải chịu những cuộc đột kích đáp trả của người Nữ Chân. Bất chấp đang nắm lợi thế, Katō Kiyomasa rút lui để tránh tổn thất nặng. Vì cuộc xâm lược này, và một phần vì người sáng lập nhà Kim trước kia của người Nữ Chân có tổ tiên là người Triều Tiên, chỉ huy Nữ Chân là Nỗ Nhĩ Cáp Xích đề nghị trợ giúp quân sự cho Triều Tiên và nhà Minh trong chiến tranh. Tuy vậy, lời đề nghị này bị cả hai nước từ chối, đặc biệt là Triều Tiên, nói rằng thật là ô nhục nếu chấp nhận sự giúp đỡ từ những kẻ man di phương Bắc.
Cánh quân thứ hai tiếp tục tiến về phía Đông, đánh chiếm các thành Jongseong, Ổn Thành, Khánh Nguyên, và Khánh Hưng, và cuối cùng đến Sosupo trên cửa sông Đồ Môn. Ở đây, quân Nhật nghỉ ngơi trên bờ biển, ngắm một hòn đảo núi lửa nhô lên từ đường chân trời mà họ ngỡ là núi Phú Sĩ. Sau khi nghỉ ngơi, quân Nhật tiếp tục những nỗ lực trước đó nhằm quan liêu hóa và cai quản tỉnh này, cho phép người Triều Tiên tự mình quản lý 7 thành.

### Những trận hải chiến của Lý Thuấn Thần
Đã chiếm được Bình Nhưỡng, quân Nhật lên kế hoạch vượt sông Áp Lục tiến vào lãnh thổ của người Nữ Chân, và sử dụng vùng nước phía Tây bán đảo Triều Tiên để cung cấp cho cuộc xâm lược. Tuy vậy, Lý Thuấn Thần, người giữ chức quan Thủy quân Tả đạo (tương đương với "Đô đốc") của đạo Toàn La (bao phủ vùng biển phía Tây Triều Tiên), tiêu diệt các thuyền chở quân và tiếp vận của Nhật Bản. Do đó, quân Nhật, nay thiếu vũ khí và binh lính để tiếp tục xâm lược Nữ Chân, chuyển mục tiêu của cuộc chiến sang chiếm đóng Triều Tiên.
Khi lính Nhật đổ bộ xuống cảng Phủ Sơn, Park Hong, Thủy quân Tả đạo Khánh Thượng, thiêu hủy toàn bộ hạm đội, căn cứ, vũ khí và hàng dự trữ của mình, rồi tháo chạy. Nguyên Quân (元均), Thủy quân Hữu đạo, cũng thiêu hủy và từ bỏ căn cứ của mình, và chạy đến Cao Dương với chỉ 4 tàu. Cho nên, không có hoạt động hải quân Triều Tiên nào ở quanh đạo Khánh Thượng, và hai đội hải quân còn lại, trong số 4 hạm đội, chỉ tích cực hoạt động ở phía bên kia bán đảo (phía Đông) Nguyên Quân sau đó gửi một bức thư cho Lý Thuấn Thần rằng ông chạy đến Cao Dương sau khi bị quân Nhật vượt trội về quân số đánh bại. Một người đưa tin cử đến gặp Lý Thuấn Thần ở gần đảo Nam Hải truyền lệnh cho ông chuẩn bị chiến tranh, chỉ để thấy nó bị cướp phá và bị cư dân ở đó bỏ hoang. Khi binh lính bí mật tháo chạy, Lý Thuấn Thần ra lệnh "bắt giữ những kẻ bỏ trốn" và chặt đầu hai kẻ bỏ trốn bị bắt lại, rồi bêu đầu thị chúng.
Những trận đánh của Lý Thuấn Thần ảnh hưởng lớn đến cuộc chiến và khiến việc tiếp vận cho quân Nhật trở nên đặc biệt căng thẳng.

#### Trận Ngọc Phố
Lý Thuấn Thần dựa trên một mạng lưới ngư dân địa phương và thuyền do thám để nhận tin tức về bước đi của kẻ địch. Rạng sáng ngày 13 tháng 6, 1592, Lý Thuấn Thần và Đô đốc Lý Ức Kỳ (李億祺) khởi hành với 24 Bản ốc thuyền, 15 tàu chiến loại nhỏ, và 46 thuyền (ví dụ như thuyền đánh cá), và đến vùng biển đạo Khánh Thượng lúc mặt trời lặn. Ngày hôm sau, hạm đội Toàn La tới địa điểm đã định nơi Nguyên Quân được cho là đã gặp họ và gặp Nguyên vào ngày 15 tháng 6. Đội tàu nhỏ tăng cường có 91 chiếc sau đó bắt đầu đi vòng quanh đảo Cự Tế, tiến đến đảo Gadeok, nhưng tàu do thám Triều Tiên phát hiện 50 tàu Nhật tại cảng Ngọc Phố. Khi nhìn thấy hạm đội Triều Tiên đang tới gần, một số quân Nhật việc chuyển những thứ cướp bóc vào tàu mình, và bắt đầu bỏ trốn. Vào lúc đó, hạm đội Triều Tiên bao vây, và kết liễu chúng bằng hàng những đợt oanh tạc của pháo binh. Quân Triều Tiên xác định thêm 5 tàu Nhật vào buổi tối, và diệt được 4 chiếc. Ngày hôm sau, quân Triều Tiên tiếp cận 13 tàu Nhật tại Jeokjinpo theo tin tức tình báo. Tình hình cũng diễn ra tương tự như tại Okpo, hạm đội Triều Tiên tiêu diệt 11 tàu Nhật - kết thúc trận Ngọc Phố mà không mất một tàu nào.

#### Trận Tứ Xuyên và thuyền con rùa

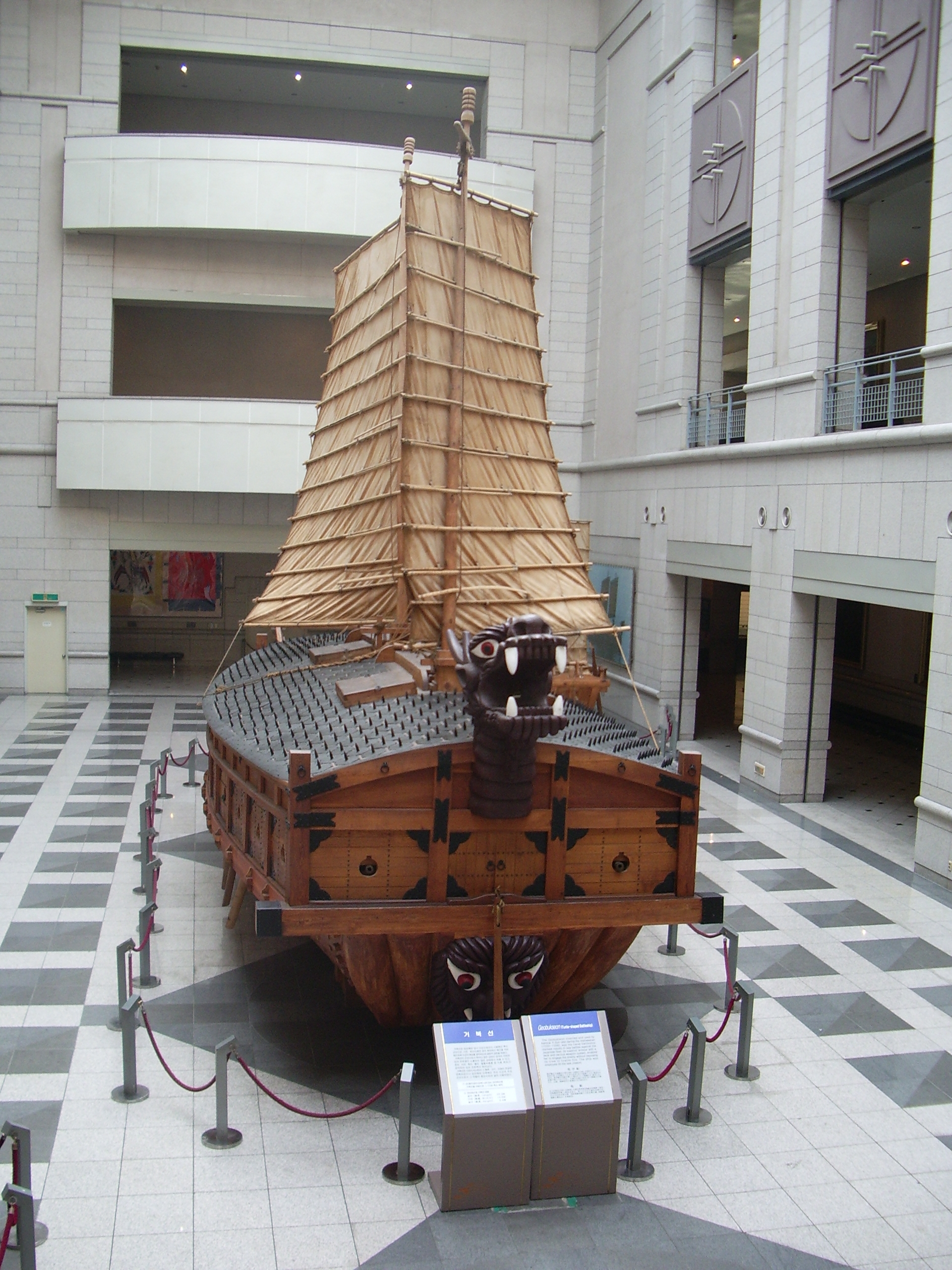
Bản sao của thuyền con rùa trưng bày tại Bảo tàng Chiến tranh Seoul

Khoảng 3 tuần sau trận Ngọc Phố , Lý Thuấn Thần và Nguyên Quân cùng 26 tàu (23 của Lý) tiến đến vịnh Tứ Xuyên khi nhận được tin tình báo về sự hiện diện của quân Nhật. Lý Thuấn Thần đã bỏ lại đằng sau những thuyền đánh cá của mình vốn tạo nên phần lớn hạm đội của ông để đóng các thuyền con rùa.
Thuyền con rùa là thuyền theo thiết kế của Bản ốc thuyền với việc bỏ đi vị trí chỉ huy trên cao, thay đổi mép thuyền thành tàu cong, và thêm vào mái có phủ gai sắt (và các đĩa sắt sáu cạnh, vẫn đang được tranh luận). Thành tàu bao gồm 36 nơi giấu đại bác, và các lỗ mở ở trên đại bác, qua đó thủy thủ đoàn có thể nhìn ra ngoài và bắn hỏa khí cá nhân của mình. Thiết kế này cản được quân địch lên boong tàu cũng như nhắm bắn vào người bên trong. Thuyền này cũng là thuyền chiến chạy nhanh nhất ở chiến trường Đông Á, vì nó có 2 buồm và 80 tay chèo thay thế nhau điểu khiển 16 mái chèo. Không nhiều hơn 6 chiếc thuyền con rùa chiến đấu trong toàn bộ cuộc chiến, và vai trò quan trọng của chúng là thọc sâu vào hàng ngũ quân thù, tạo ra sự tàn phá bằng đại bác của mình, và tiêu diệt kỳ hạm địch.
Ngày 8 tháng 7, 1592, hạm đội đến cảng Tứ Xuyên, nơi con triều đang rút cản hạm đội Triều Tiên tiến vào. Do đó, Lý Thuấn Thần ra lệnh cho hạm đội giả vờ rút lui, chỉ huy quân Nhật quan sát thấy điều đó từ lều của ông từ một khối đá nhô lên khỏi mặt biển. Khi đó quân Nhật nhanh chóng lên 12 tàu của mình và đuổi theo hạm đội Triều Tiên. Thủy quân Triều Tiên phản kích, với thuyền con rùa đi đầu, và tiêu diệt được cả 12 tàu. Lý Thuấn Thần bị đạn bắn trúng tay trái, nhưng không nguy hiểm đến tính mạng.

#### Trận Đường Phố
Ngày 10 tháng 7, 1592, hạm đội Triều Tiên lại phát hiện và tiêu diệt 21 thuyền Nhật, bỏ neo tại Đường Phố (唐浦) trong khi quân Nhật đột kích một thị trấn ven biển.

#### Trận Đường Hạng Phố
Thủy quân Tả đạo Lý Ức Kỳ cùng với hạm đội của mình hội quân với Lý Thuấn Thần và Nguyên Quân, và tham gia tìm kiếm thuyền địch tại vùng biển Khánh Thượng. Ngày 13 tháng 7, các vị tướng nhận được tin tình báo rằng một đội thuyền của Nhật bao gồm những chiếc chạy thoát từ trận Dangpo đang nghỉ ở vịnh Đường Hạng Phố. Đi qua một vịnh hẹp, quân Triều Tiên trông thấy 26 thuyền địch trong vịnh. Thuyền con rùa được sử dụng để xuyên thủng đội hình quân địch và đâm thẳng vào kỳ hạm địch, trong khi phần còn lại của hạm đội Triều Tiên ở phía sau. Sau đó Lý Thuấn Thần ra lệnh giả vờ rút lui, vì quân Nhật có thể chạy lên đất liền khi ở trong vịnh. Khi quân Nhật đuổi theo đủ xa, hạm đội Triều Tiên quay lại và bao vây hạm đội Nhật Bản, với thuyền con rùa lại một lần nữa đâm thẳng vào kỳ hạm địch. Quân Nhật không thể chống lại đại bác Triều Tiên. Chỉ 1 thuyền Nhật chạy thoát từ đường này, và nó cũng bị bắt và bị thuyền Triều Tiên thiêu hủy sáng hôm sau.

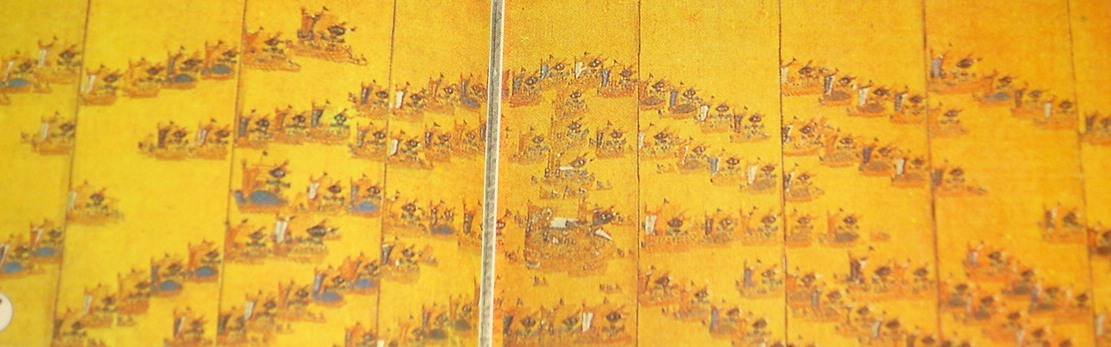
Thế trận hình cánh hạc của Lý Thuấn Thần, nổi tiếng khi sử dụng trong trận đảo Nhàn Sơn

#### Trận Yulpo
Ngày 15 tháng 7, hạm đội Triều Tiên tiến về phía Đông để trở về đảo Gadok, và chặn đường, tiêu diệt 7 tàu của Nhật đi ra từ cảng Yulpo.

#### Trận đảo Nhàn Sơn
Để đối phó với những thắng lợi của hải quân Triều Tiên, Toyotomi Hideyoshi gọi lại 3 đô đốc từ các hoạt động trên đất liền: Wakizaka Yasuharu, Kato Yoshiaki, và Kuki Yoshitaka. Họ là những người duy nhất có trách nhiệm về hải quân trong toàn bộ đội quân xâm lược của Nhật Bản. Tuy vậy, các viên Đô đốc này đến Phủ Sơn trước khi mệnh lệnh Hideyoshi ban đến 9 ngày, và tổ chức một hạm đội để đối phó với hải quân Triều Tiên. Cuối cùng, Đô đốc Wakizaka hoàn thành việc chuẩn bị của mình, và việc háo hức lập công khiến ông phát động tấn công mà không chờ các vị Đô đốc kia chuẩn bị xong.
Hạm đội thủy quân liên hợp Triều Tiên gồm 70 thuyền dưới sự chỉ huy của Thủy quân Tả đạo Lý Thuấn Thần và Lý Ức Kỳ tiến hành cuộc hành quân tìm diệt vì binh lính Nhật trên đất liền đang tiến vào đạo Toàn La. Đạo này là phần lãnh thổ duy nhất của Triều Tiên vẫn chưa bị đụng đến bởi hoạt động quân sự lớn, và là căn cứ của 3 vị Thủy quân Tả đạo và lực lượng hải quân duy nhất của Triều Tiên. Các Thủy quân Tả đạo Triều Tiên thấy đây là cơ hội tốt nhất để tiêu diệt sự hỗ trợ từ hải quân của quân Nhật và giảm sự tác động của bộ binh địch.
Ngày 13 tháng 8, 1592, hạm đội Triều Tiên khởi hành từ đảo Miruk tại Đường Phố nhận được tin tình báo địa phương về một hạm đội lớn của Nhật ở gần đó. Sáng hôm sau, hạm đội Triều Tiên xác định hạm đội 82 thuyền Nhật Bản bỏ neo ở eo vịnh Gyeonnaeryang. Vì eo biển hẹp và mối nguy hiểm từ đá ngầm, Lý Thuấn Thần mang 6 tàu chiến đến lừa 63 thuyền Nhật vào vùng biển rộng, và hạm đội Nhật đuổi theo. Ở đây, hạm đội Nhật Bản bị hạm đội Triều Tiên bao vây theo trận địa hình bán nguyệt tên gọi "cánh hạc" của Lý Thuấn Thần. Với ít nhất 3 tàu con rùa (2 trong số đó mới hoàn thành) dẫn đầu trận đánh, hạm đội Triều Tiên bắn hàng loạt đại bác vào đội hình quân Nhật. Sau đó, thuyền Triều Tiên loạn đả với thuyền Nhật, duy trì khoảng cách đủ xa để không cho quân Nhật tiếp cận boong tàu - Lý Thuấn Thần chỉ cho phép cận chiến khi đã làm thiệt hại nặng thuyền Nhật. Trận đánh chấm dứt với thắng lợi của Triều Tiên, Nhật mất 59 thuyền trong đó 47 bị chìm và 12 bị bắt. Vài tù binh chiến tranh Triều Tiên được lính Triều Tiên giải thoát trong chiến đấu. Đô đốc Wakisaka chạy thoát nhờ kỳ hạm tốc độ cao của mình. Khi tin về thất bại tại Hansando đến tại Toyotomi Hideyoshi, ông ra lệnh cho quân Nhật dừng mọi cuộc hành quân trên biển.

#### Trận Angolpo
Ngày 16 tháng 8, 1592, Lý Thuấn Thần dẫn hạm đội của mình đến cảng Angolpo nơi 42 tàu của Nhật đang đậu. Khi Lý Thuấn Thần giả vờ rút chạy, quân Nhật không đuổi theo; đáp lại, Lý Thuấn Thần ra lệnh cho thuyền Triều Tiền quay lại bắn phá thuyền Nhật. Lo sợ rằng binh lính Nhật trút nỗi căm thù vào đầu nhân dân địa phương, Lý Thuấn Thần ra lệnh cho thuyền Triều Tiêu ngừng bắn với một ít thuyền địch còn lại.

### Dân quân nhà Triều Tiên

#### Nghĩa binh
Từ đầu chiến tranh, người Triều Tiên đã tổ chức các đội dân quân gọi là "Nghĩa binh" (의병) để chống quân Nhật xâm lược. Những nhóm chiến đấu này nổi lên ở khắp đất nước, và tham dự và các trận chiến, đánh du kích, bao vây, vận chuyển và xây dựng những gì cần thiết thời chiến.
Có ba loại dân binh Triều Tiên chính trong chiến tranh: thứ nhất, những binh lính Triều Tiên chính quy sống sót sau trận đánh và không có chỉ huy; thứ hai, "nghĩa binh" (Uibyeong trong tiếng Triều Triên) bao gồm các quý tộc lưỡng ban và dân thường yêu nước; và thứ ba là các nhà sư (do Tây Sơn Đại Sư lãnh đạo).
Trong cuộc xâm lược lần thứ nhất, đạo Toàn La là nơi vùng duy nhất trên bán đảo Triều Tiên không bị đụng đến. Thêm vào các cuộc tuần canh thành công trên biển của Lý Thuấn Thần, sự tuyên truyền tích cực tự nguyện gây sức ép với binh lính Nhật để họ tránh tỉnh này.

#### Chiến dịch của Quách Tái Hữu dọc sông Lạc Đông
Quách Tái Hữu (郭再祐) là một lãnh đạo nổi tiếng của phong trào dân quân Triều Tiên, và ông được chấp nhận rộng rãi là người đầu tiên thành lập đội kháng chiến chống quân Nhật xâm lược. Ông là địa chủ ở thị trấn Nghi Ninh nằm bên bờ sông Nam ở đạo Khánh Thượng. Khi lính chính quy Triều Tiên từ bỏ thị trấn  và cuộc tấn công dường như sắp xảy đến, Quách Tái Hữu tổ chức một đạo quân gồm 50 trai tráng trong thị trấn; tuy vậy, cánh quân thứ 3 đến từ Xương Nguyên đi thẳng tới Thượng Châu. Khi Quách lấy kho đụn bị bỏ lại của triều đình để cung cấp cho quân đội mình, Tổng đốc đạo Khánh Thượng Kim Su gọi đội quân của Quách là phản tặc, và ra lệnh cho nó giải tán. Khi viên tướng yêu cầu các địa chủ khác giúp đỡ, và gửi lời yêu cầu khẩn khoản thẳng đến vua Tuyên Tổ, viên Tổng đốc gửi binh chống lại Quách, bất chấp việc đã có đủ rắc rối với quân Nhật. Tuy vậy, một viên quan từ kinh đô sau đó tới nơi và trưng binh tại tỉnh này, và, vì viên quan này sống ở gần đó và thực ra cũng biết ông, ông cứu Quách Tái Hữu khỏi phiền phức với viên Tổng đốc.
Quách Tái Hữu cho quân đánh du kích dưới sự che chở của những đám sậy cao ở nơi hợp lưu hai con sông Lạc Đông và sông Nam. Chiến thuật này ngăn cản quân Nhật dễ dàng tiếp cận đạo Toàn La nơi Lý Thuấn Thần và hạm đội của ông đang đóng.
Quách Tái Hữu được mệnh danh là "Hồng y tướng quân". Danh hiệu này đến từ việc ông ra trận với chiếc áo được thấm máu kinh nguyệt lần đầu của một cô gái trẻ. Ông tin rằng "khí âm" của người phụ nữ có thể đầy lùi được "khí dương" trong thuốc súng của kẻ thủ. Quan niệm này rõ ràng là mê tín, nhưng Quách Tái Hữu đã thực sự sống sót qua cả cuộc chiến và chỉ qua đời vì tuổi già.

#### Trận Nghi Ninh/Thanh Tân
Cánh quân thứ 6 dưới sự chỉ huy của Kobayakawa Takakage có nhiệm vụ chiếm Toàn La. Cánh quân thứ 6 hành quân đến Thượng Châu qua con đường đã được quân Nhật thiết lập (cánh quân thứ ba ở phía trên), và cắt trái đến Cẩm Sơn ở đạo Trung Thanh, nơi Kobayakawa chiếm làm bàn đạp để tấn công tỉnh này.
Ankokuji Ekei, từng là một nhà sư, trở thành tướng nhờ vai trò của ông trong cuộc thương thảo giữa Mōri Terumoto và Toyotomi Hideyoshi, dẫn các đơn vị của Cánh quân thứ 6 tấn công vào đạo Toàn La. Các đơn vị này bắt đầu hành quân đến Nghi Ninh tại Xương Nguyên và đến sông Nam. Thám báo của Ankokuji dựng cọc đo độ sâu của con sông để toàn bộ đội quân có thể vượt qua; ban đêm, dân quân Triều Tiên chuyển cọc này sang các đoạn sông sâu hơn. Khi quân Nhật bắt đầu vượt sông, dân quân của Quách Tái Hữu phục kích họ, khiến quân Nhật thiệt hại nặng. Cuối cùng, để tiến vào đạo Toàn La, lính của Ankokuji phải thử đi lên phía Bắc xung quanh các vùng chưa chiếm được và trong vòng an ninh của các đồn lũy Nhật Bản. Tại Kaenyong, mục tiêu của Ankokuji đổi thành Cao Sưởng, chiếm được với sự trợ giúp của Kobayakawa Takakage. Tuy vậy, toàn bộ chiến dịch Toàn La sau đó bị hủy bỏ khi Kim Myeon và đội du kích của ông phục kích thành công binh lính của Ankokuji bằng cách bắn tên từ các vị trí ẩn trong dãy núi.

#### Liên quân Toàn La và Trận Long Nhân
Khi quân Nhật đang tiến tới Hán Thành, Lý Quang (李洸), Tổng đốc đạo Toàn La, cố ngăn bước tiến của quân Nhật bằng cách đưa quân của mình tiến đến kinh đô. Khi nghe tin kinh đô đã bị chiếm, viên tổng đốc rút quân. Tuy vậy, với quân đội lên tới 50.000 lính cộng thêm vài lực lượng tình nguyện, Yi Kwang và những chỉ huy không chính quy cân nhắc lại mục tiêu chiếm lại Hán Thành, và dẫn liên quân lên phía Bắc Thủy Nguyên, cách Hán Thành 42 cây số về phía Nam. Ngày 4 tháng 6, đội quân tiên phong 1.900 lính cố chiếm ngôi thành gần đó tại Long Nhân, nhưng 600 lính phòng thủ Nhật của Đô đốc Wakizaka Yasuharu tránh chạm tránh với quân Triều Tiên cho đến ngày 5 tháng 6, khi đại quân Nhật đến giải vây cho thành. Quân Nhật phản kích liên quân Toàn La thành công, buộc quân Triều Tiên phải bỏ vũ khí rút chạy.

#### Chiến dịch Cẩm Sơn lần thứ nhất
Trong lúc Tướng Kwak huy động quân tình nguyện ở đạo Khánh Thượng, Go Gyeong-myeong ở đạo Toàn La lập một đội quân tình nguyện 6.000 người. Sau đó, Go cố kết hợp lực lượng của mình với một nhóm dân quân khác ở đạo Trung Thanh, nhưng khi băng qua đường biên của tỉnh, ông được tin Cánh quân thứ sáu của Kobayakawa Takakage đã phát động một cuộc tấn công vào Toàn Châu, thủ phủ đạo Toàn La từ sơn thành tại Cẩm Sơn. Go trở về vùng đất của mình. Sau khi gia nhập lực lượng của tướng Gwak Yong, Go dẫn binh lính của mình đến Cẩm Sơn. Ở đó, ngày 10 tháng 7, ông tình nguyện chặn đánh quân Nhật rút lui đến Cẩm Sơn sau khi bại trận tại Trận Ichi hai ngày trước đó.

### Cuộc vây hãm Tấn Châu
Tấn Châu (Jinju, 진주) là tòa thành lớn bảo vệ đạo Toàn La. Chỉ huy quân Nhật biết rằng chiếm được Tấn Châu nghĩa là toàn bộ đạo Toàn La thất thủ. Do đó, một đội quân lớn dưới quyền chỉ huy của Hosokawa Tadaoki tiến đến Tấn Châu. Tấn Châu do tướng Kim Thời Mẫn (金時敏, 김시민) trấn giữ, đây là một trong ba vị tướng tài của Triều Tiên, chỉ huy 3.000 lính giữ thành. Kim gần đây đã có được 200 súng hỏa mai, cân bằng sức mạnh hỏa lực với quân Nhật. Với sự trợ giúp của súng hỏa mai, đại bác, và súng cối, Kim và quân Triều Tiên có thể cố thủ, đẩy lùi được các đợt tấn công của quân Nhật.
Sau nhiều ngày cố thủ, một lực lượng gồm 2.500 dân quân do "Hồng y tướng quân" Quách Tái Hữu đến chi viện cho Tấn Châu vào ban đêm. Lực lượng chi viện này khá nhỏ, không đủ để phá vòng vây bao quanh pháo đài, nhưng Quách đã ra lệnh cho người của mình thu hút sự chú ý bằng cách thổi tù và, phao tin đồn về một đội quân lớn đang tiến tới. Lúc này, các chỉ huy Nhật Bản nghĩ rằng họ đã bị vây chặt hai cánh, buộc phải từ bỏ cuộc bao vây và tháo lui.
Hosokawa mất hơn 10.000 quân trong trận này. Trận đánh tại Tấn Châu được coi là một trong những thắng lợi quân sự lớn nhất của Triều Tiên vì nó đã cản được quân Nhật tiến vào Toàn La, đồng thời có giá trị cổ vũ tinh thần to lớn, nâng cao sí khí của quân dân Triều Tiên.

### Trận Hạnh Châu
Sự kháng cự của quân Triều Tiên ngày một tăng lên. Dù quân Minh đã rút về đóng tại Bình Nhưỡng sau trận Bích Đề quán, nhưng quân Nhật vẫn trong cảnh bị bao vây bốn phía bởi: quân địa phương tại sông Imjin, Paju và đèo Haeyu ở phía bắc; các tăng binh tập trung tại Surak-san phía đông bắc, Chasong phía tây và Incheon phía nam. Đáng kể nhất là 2.300 binh lính tỉnh Cholla đang náu mình sau các công sự gỗ, trên một con dốc bên bờ sông Hàn; đứng đầu bởi chỉ huy Quyền Lật (權慄, Kwon Yul).
Quyền Lật là một vị quan 55 tuổi, xuất thân từ một gia tộc quyền thế ở vùng Andong, đông nam tỉnh Kyongsang. Khi chiến tranh bùng nổ, vào tháng 5 năm 1592, ông chỉ huy một đạo quân ở phía bắc nỗ lực chặn đánh quân Nhật tiến về Seoul nhưng thất bại. Sau đó, ông chạy về phía nam và tiếp tục tham gia kháng chiến tại tỉnh Cholla (Toàn La), nơi quân đoàn 6 của Kobayakawa đang vây ráp. Quyền Lật thành danh nhờ đánh bại quân Nhật liên tiếp hai lần tại Ungchi và Ichi trong tuần thứ hai của tháng 7/1592. Ông nhanh chóng được đề bạt làm Tư lệnh quân đội tỉnh Cholla vào tháng sau.
Đầu năm 1593, Quyền Lật lãnh đạo một nhóm nhỏ ở phía bắc Seoul, chuẩn bị phối hợp tác chiến với đồng minh. Ông nhanh chóng tiến lên phía Bắc, chiếm lại Thủy Nguyên và sau đó quay xuống phía Nam xuống Hạnh Châu đợi quân tiếp viện Trung Quốc. Sau khi nhận được tin quân Triều Tiên bị tiêu diệt tại Byeokje, Quyền Lật quyết định củng cố bố phòng tại Hạnh Châu.
Sau khi kết nạp thêm các tăng binh của nhà sư Choyong, ông bắt đầu công việc kiến thiết một pháo đài đổ nát cách thủ đô 10 km về phía tây, trên một ngọn đồi rìa làng Hạnh Châu, bờ bắc sông Hàn. Một cao điểm phòng thủ với phía sau là con dốc thoải xuống sông Hàn. Chỉ có thể tấn công cứ điểm này theo hướng chính diện, dọc theo tầm hỏa lực của quân Triều Tiên. Với việc quân Minh vào trạng thái tạm nghỉ, pháo đài Hạnh Châu của Quyền Lật trở thành cái gai lớn trong mắt quân Nhật ở Seoul. Ngày 14/3 quân Nhật quyết định hành động. Sau chiến thắng tại Byeokje, Katō và đội quân 30.000 người tiến xuống phía Nam Hán Thành để tấn công Hạnh Châu, một sơn thành lớn nhìn xuống vùng đất xung quanh. Đội quân 2.300 người của Quyền Lật đợi quân Nhật ở đây.
Kato tin rằng đội quân đông đảo của mình sẽ dễ dàng tiêu diệt người Triều Tiên và sau đó ra lệnh cho lính Nhật đơn giản tiến lên những sườn đồi dốc đứng ở Hạnh Châu với rất ít chuẩn bị. Quân Nhật không thể cùng lúc ào lên thành lũy được phải chia ra thành nhiều nhóm thay phiên nhau tấn công. Nhưng lần này, súng hỏa mai của quân Nhật kém hiệu quả đi rất nhiều. Quân Nhật không thể ngắm bắn chuẩn trên địa hình dốc, lại càng khó bắn trúng các mục tiêu ẩn khuất sau công sự. Lợi thế lại thuộc về quân Triều Tiên, họ triệt hạ quân Nhật bằng cung tên, gỗ và đá. Quyền Lật đáp trả quân Nhật từ các công sự có sử dụng hỏa xa (hay hwacha, một loại máy phóng hình hộp, gắn trên xe di động, có khả năng phóng hàng trăm mũi tên kèm thuốc súng một lúc), đá tảng, súng cầm tay, và cung tên.
Toán quân của Konishi Yukinaga tham chiến trước. Chờ cho quân địch tới đủ gần, Quyền Lật lập tức ra lệnh gióng ba hồi trống phát động tấn công. Quân phòng thủ Triều Tiên dồn mọi hỏa lực từ mọi loại vũ khí mà họ có: cung, đại bác, hỏa xa. Konishi buộc phải dẫn quân của mình thoái lui. Ishida Mitsunari thống lĩnh toán lính thứ hai, nhóm này cũng không thể tiến lên phía trước, chính Ishida cũng bị thương. Toán thứ ba của Kuroda Nagamasa cũng không thể thay đổi tình hình. Sau 3 đợt tấn công thất bại, Ukita Hideie đưa ra quyết định đột phá, cố gắng liều chết khoan thủng hàng chướng ngại vật trước mặt hòng mở đường tiếp cận pháo đài, nhưng Ukita bị thương và phải rút về. Đợt tiếp theo do Kikawa Hiroie chỉ huy tấn công thẳng vào khoảng trống mà Ukita đã mở ra trước đó, tiến sát tới bức tường phòng thủ cuối cùng giữa quân Nhật và quân của tướng Quyền Lật.
Trận cận chiến ác liệt bắt đầu, quân Nhật cố gắng đâm, chém quân Triều Tiên phía sau các bức tường. Trong khi đó, quân Triều Tiên tử thủ với tất cả những gì họ có từ đao, kiếm, cung tên cho tới đất đá, thậm chí là cả nước sôi và tro trút xuống đầu phe địch. Vào hồi cao trào của cuộc vây hãm, tướng Quyền Lật không đánh trống trợ uy nữa mà tự tay cầm kiếm sát cánh chiến đấu bên binh sỹ của mình. Quân Nhật chất cỏ khô, đốt cháy pháo đài thì quân Triều Tiên ra sức dập lửa. Trong đợt tấn công thứ bảy do Kobayakawa Takakage dẫn đầu, một góc tường đã bị đục thủng, nhưng quân Triều Tiên kiên cường cầm chân quân Nhật đủ lâu để có thể vá lại bức tường gỗ.
Tới tận chiều, quân thủ thành Triều Tiên đã gần kiệt sức, cung tên thì sắp cạn. Những người phụ nữ Triều Tiên ở Hạnh Châu đã cố gắng chi viện cho binh sỹ ở tiền tuyến, họ mang đá lên pháo đài bằng chiếc váy truyền thống của mình để binh sỹ Triều Tiên ném vào quân Nhật. Tinh thần yêu nước của những người phụ nữ này đã cổ vũ to lớn cho binh sĩ nhà Triều Tiên tiếp tục chiến đấu, được sử sách và nhân dân Triều Tiên đời sau mãi ca ngợi (ngày nay ở Hàn Quốc/Bắc Triều Tiên vẫn còn loại váy tên là Haengju chima để tưởng nhớ tinh thần yêu nước này).
Sau 7 đợt tấn công, tưởng chừng như quân Triều Tiên đã hết hy vọng, thì ngay sau đó, chỉ huy hải quân Yi Bun cùng hai chiếc tàu chở viện binh và 10 ngàn mũi tên của mình cập bến sông Hàn, ngay phía sau pháo đài. Thế là, pháo đài Hạnh Châu vẫn đứng vững qua đợt tấn công thứ tám, thứ chín cho tới khi mặt trời chuẩn bị lặn.
Sau 9 cuộc tấn công thất bại với thương vong khoảng 10.000 - 15.000 người, Kato đốt cháy các xác chết và cuối cùng rút quân. Trên đường quay về thành Seoul, một sĩ quan Nhật đã gọi chiến địa bờ sông Hàn là sanzu no kawa (dòng sông địa ngục).
Như vậy, quân xâm lược Nhật tiến vào tỉnh Cholla bị lực lượng của tướng quân Quyền Lật đẩy lùi và đập tan trên những sườn đồi ở Ichiryeong. Quân dân Triều Tiên phải chiến đấu với quân Nhật đông hơn 13 lần, nhưng nhờ tinh thần chiến đấu kiên cường và chiến thuật hợp lý nên đã giành được chiến thắng.
Trận Hạnh Châu là chiến thắng quan trọng của quân Triều Tiên, nâng cao sí khí quân đội Triều Tiên. Trận đánh ngày nay được coi là một trong 3 chiến thắng quyết định nhất của quân Triều Tiên; Trận Hạnh Châu, Cuộc vây hãm Tấn Châu (1592), và Trận đảo Nhàn Sơn.
Ngày nay, ở khu vực Hạnh Châu có một đài kỷ niệm để vinh danh chiến công của vị anh hùng dân tộc Quyền Lật và những quân dân Triều Tiên chiến đấu dưới sự chỉ huy của ông.

### Sự can thiệp của nhà Minh
Minh Thần Tông và các quan lại của ông đáp lại lời thỉnh cầu trợ giúp từ Triều Tiên Tuyên Tổ bằng cách gửi đi một đội quân không tương xứng với chỉ 55.000 lính.
Kết quả là, Minh Thần Tông gửi một đội quân lớn vào tháng 1 năm 1593 dưới sự chỉ huy của hai vị tướng, Tống Ứng Xương và Lý Như Tùng, trong đó Lý Như Tùng có tổ tiên là người Triều Tiên/Nữ Chân. Đội cứu binh có khoảng 100.000 người, tạo thành từ 42.000 quân từ năm quận phía Bắc và 3.000 lính giỏi sử dụng hỏa khí từ phía Nam Trung Quốc.
Tháng 1 năm 1593, đại quân Trung Quốc gặp một nhóm dân quân Triều Tiên ở ngoại thành Bình Nhưỡng. Bằng chiếu chỉ của Triều Tiên Tuyên Tổ, tướng quân nhà Minh Lý Như Tùng được bổ nhiệm làm Tổng tư lệnh quân đội Triều Tiên. Lý Như Tùng sau đó dẫn đầu liên quân chiến thắng trong Cuộc vây hãm Bình Nhưỡng (1593) đẫm máu.
Ngày 5/2/1593, 60.000 quân Trung Quốc và Triều Tiên tập trung sát Bình Nhưỡng đang bị quân Nhật chiếm đóng. Các tăng binh của Huyjong là những người tiên phong, họ tiến đánh một đơn vị Nhật đang giữ đồi Moranbong, cao điểm sát thành phố. Mất tới hai ngày đêm cùng 600 người, họ mới chiếm được mục tiêu. Sau đó, vào sáng ngày 8/2, Bình Nhưỡng bị bao vây, cuộc tấn công chính thức bắt đầu. Liên quân đông hơn nhiều quân Nhật trong thành, họ hoàn toàn áp đảo các tuyến phòng thủ ngoài và nhanh chóng áp sát tường thành. Quân của Konishi chưa đầu hàng mà lùi vào một pháo đài ở trung tâm thành phố để cố thủ. Do hao phí nhân lực, Lý Như Tùng ra lệnh cho quân mình rút lui. Trong thời gian tạm lắng, ông gửi thư tới cho Konishi đề nghị quân Nhật nếu rút lui thì sẽ được mở đường an toàn. Konishi đã mất 2.000 người và không thể cố thủ được nữa, bèn đồng ý rút quân từ Bình Nhưỡng về Seoul. Tướng Lý tập hợp quân của mình theo sát Konishi.
Quá tự tin với thành công bước đầu của mình, Lý Như Tùng tự mình dẫn 5.000 kỵ binh đuổi theo, cùng với một đạo quân nhỏ của Triều Tiên, nhưng bị đội hình gần 40.000 quân Nhật phục kích gần Bích Đề quán vào ngày 27/2/1593. Quân Nhật được chỉ huy bởi Kobayakawa Takakage, đóng quân tại Bích Đề quán, cách 15 km theo hướng bắc Seoul. Lý Như Tùng chạy thoát khi 5.000 quân đến giải vây.

## Đàm phán và thỏa ước đình chiến giữa nhà Minh và Nhật Bản (1594–1596)
Tại Bình Nhưỡng, tướng Lý Như Tùng khước từ mọi thỉnh cầu tiến quân giải phóng Seoul từ phía Triều Tiên. Ông đã chạm trán quân đội của Hideyoshi hai lần và đều thất bại. Nếu mạo hiểm giao chiến thêm lần nữa, kết quả có thể còn tệ hơn. Thay vào đó, ông quyết định đàm phán ngoại giao với phía Nhật.
Dưới sức ép của quân đội nhà Minh và dân binh địa phương, với lương thực tiếp tế bị cắt đứt và quân đội của ông nay giảm xuống một phần ba vì bỏ trốn, bệnh tật và chết trận, Konishi buộc phải yêu cầu hòa giải. Lý Như Tùng đề nghị Konishi sắp xếp một cơ hội đàm phán để chấm dứt thế thù địch. Khi cuộc đàm phán đang tiến hành vào mùa xuân năm 1593, Trung Quốc và Triều Tiên đồng ý chấm dứt thù địch nếu quân Nhật cũng rút khỏi Triều Tiên. Tướng quân Konishi không còn lựa chọn nào khác trừ việc chấp nhận điều khoản này, nhưng rồi ông sẽ phải rất vất vả mới thuyết phục được Hideyoshi rằng ông không còn cơ hội nào khác.
Hideyoshi đề xuất với Trung Quốc việc phân chia Triều Tiên: phía Bắc là vùng đất vệ tinh tự trị của Trung Quốc, và phía nam vẫn nằm trong tay người Nhật. Đàm phán hòa bình phần lớn được Konishi Yukinaga, người chiến đấu chính với quân Trung Quốc, tiến hành. Lời đề nghị này được cân nhắc tới cho đến khi Hideyoshi yêu cầu thêm một công chúa Trung Quốc làm thiếp của mình. Sau đó, lời đề nghị nhanh chóng bị từ chối. Những cuộc đàm phán này được giữ bí mật với triều đình Triều Tiên.
Cho đến ngày 18 tháng 5 năm 1593, tất cả lính Nhật bắt đầu rút về nước.

### Trận Tấn Châu lần 2
Vào tháng 7 năm 1593, quân Nhật hành quân tới thành phố phía nam Tấn Châu (Chinju) để gỡ lại trận thua tháng 11 năm trước, trận chiến mà tướng đồn trú Kim Thời Mẫn và 3.800 quân của mình đã đánh bại cuộc tấn công của lực lượng Nhật đông tới 30.000 quân.
Lần này, quân Nhật quay lại với đội quân 93.000 người. Triều Tiên chỉ có 3.000 – 4.000 quân, dưới sự lãnh đạo của một số vị tướng đáng chú ý như: Hwang Jin, sĩ quan vùng Chungchong; Choi Kyung-hoe, sĩ quan vùng Kyongsang; Kim Chol-Il, một cựu quan lại, nay chỉ huy một nhóm du kích địa phương. Chỉ huy dân quân, Hồng y tướng Quách Thời Hữu khuyên bạn mình, Hwang Jin, hãy rút khỏi Chinju. Tướng Hwang biết rõ Chinju khó giữ, nhưng ông vẫn quả quyết với Chol-Il và những người khác rằng ông sẽ tử thủ tới cùng. Quách Thời Hữu đành buồn bã rời đi, biết rằng người bạn của mình đã quyết lòng hy sinh vì nước. Trong thành, các nghĩa sĩ Triều Tiên bắt đầu dự trữ lương thực, gia cố cổng thành, sẵn sàng nghênh địch.
Vào ngày 19 cùng 7, tòa thành đã trong hoàn cảnh bị bao vây bốn phía. Giao tranh không ngừng, cả ngày lẫn đêm từ ngày 20 tới ngày 24. Quân Nhật thay nhau vây hãm, cố gắng khoét đá khỏi tường thành. Quân Nhật dùng các cỗ xe để phá cổng thành, các chòi bắn cao được dựng lên trước cổng đông và tây, với một bên dựng rào tre để chắn cho xạ thủ. Phía trong tường thành, tướng Hwang Jin, Kim Chon-il, huyện lệnh Yi Chong-in và binh sỹ vẫn chiến đấu dù nhiều người đã gần kiệt sức. Một tay súng Nhật dưới chân thành đã bắn trúng đầu Hwang khiến ông hy sinh.
Vào ngày 27/7, quân Nhật phá sập một mảng tường. Quân Triều Tiên không còn đủ người để tiếp tục kháng cự, mọi người đều đã kiệt sức sau cả tuần chiến đấu và cũng chẳng còn đường nào thể rút chạy. Khi quân Nhật tràn vào thành, Kim Chong-Il cùng con trai cả Kim Sang-gon và các chỉ huy Choi Kyong-hoe, Ko Chong-hu chạy tới đình Choksongnu nhìn ra bờ sông Nam. Sau khi cùng nhau hướng về kinh đô bái lạy nhà vua, họ cùng nhau gieo mình xuống sông tự vẫn. Huyện lệnh Yi Chong-in vẫn ở lại chiến đấu tới cùng. Sau cùng, ông khống chế một lúc hai lính Nhật, tới tảng đá trên bờ sông Nam và hét lớn: “Huyện lệnh Kimhae, Yi Chong-in đã chết tại đây!” rồi kéo cả ba xuống dòng sông.
Người Triều Tiên đến nay vẫn truyền tụng về tấm gương trung trinh ái quốc của người liệt nữ thành Tấn Châu tên là Nongae (hay Joo Nongae, Hangul: 주논개, Hanja: 朱 論 介) (3 tháng 9 năm 1574 - tháng 7 năm 1593). Joo Nongae sinh ra tại Jangsu, là vợ thứ 3 của chỉ huy Choi Kyong-hoe. Sau khi Choi Kyong-hoe hy sinh, Nongae nuôi chí báo thù cho chồng. Để ăn mừng chiến thắng, quân Nhật cho bắt tất cả ca kỹ trong thành tới để biểu diễn, Nongae đã cải trang thành một ca kỹ, cô quyến rũ một vị tướng Nhật (có nguồn nói tướng Nhật này tên là Keyamura Rokusuke), cả 2 đi lên một vách đá, đột ngột Nongae ôm lấy viên tướng Nhật rồi kéo hắn cùng lao xuống biển, cả 2 đều thiệt mạng. Ngày nay, vách đá nơi Nongae tử tiết được gọi là Uiam (Vách đá chính nghĩa), Nongae được nhân dân Triều Tiên ca tụng là tấm gương phụ nữ trung trinh tiết liệt. Năm 1846, vị quan Jeong Jooseok ở huyện Jangsu (quê hương của cô) đã cho xây bia đá khắc dòng chữ “Quê hương sinh thành của Nongae, liệt nữ Chokseok”. Đến năm 1955, người dân Jangsu đã lập Đền thờ Nongae ở núi Namsan, Jangsu.
Quân Nhật tàn sát ít nhất 60.000 người trong thành Chinju. Các tướng Kato, Ukita và Konishi hoàn toàn không nương tay. Trong cơn điên cuồng trả thù, quân Nhật giết tới từng con vật, kéo đổ từng bức tường, đốt từng tòa nhà, lấp từng cái giếng, chặt từng cái cây. Chinju bị xóa sổ theo đúng nghĩa đen. Kể từ lúc Nhâm Thìn chiến tranh bắt đầu, không có nơi nào bị quân Nhật hủy diệt triệt để như Chinju.

### Thỏa ước đình chiến
Mùa hè năm 1593, một đoàn sứ thần Trung Quốc viếng thăm Nhật Bản và ở lại triều đình của Hideyshi hơn một tháng. Triều đình nhà Minh rút phần lớn quân viễn chinh về, nhưng vẫn giữ 16.000 lính ở bán đáo Triều Tiên để đảm bảo thực hiện thỏa ước đình chiến.
Một sứ thần của Hideyoshi đến Bắc Kinh năm 1594. Phần lớn quân Nhật đã rời Triều Tiên trước mùa thu năm 1596; tuy vậy vẫn còn một tòa thành nhỏ ở Busan. Thỏa mãn với lời đề nghị của người Nhật, triều đình Bắc Kinh gửi sứ đoàn đến ban cho Hideyoshi tước hiệu "Vua của nước Nhật" với điều kiện hoàn toàn rút quân Nhật khỏi Triều Tiên.
Sứ thần nhà Minh gặp Hideyoshi tháng 10 năm 1596. Khi Hideyoshi gặp sứ thần nhà Minh, ông mặc triều phục nhà Minh, và khấu đầu với sứ thần Trung Hoa, thể hiện địa vị chư hầu của mình với nhà Minh Trung Quốc. Tuy vậy, Hideyoshi không thể nhận được các đòi hỏi khác của mình là kết hôn với con gái của Hoàng đế Vạn Lịch, có một Hoàng tử Triều Tiên làm con tin và 4 đạo phía Nam Triên Tiên từ nhà Minh.
Sau đó, Hideyoshi nổi cơn giận dữ. Ông quăng mũ miện, xé tan áo bào, những thứ được nhà Minh phong tặng. Sứ giả Trung Quốc bị tiễn về nước, Hideyoshi đơn phương hủy bỏ đàm phán. Đàm phán hòa bình nhanh chóng đổ vỡ và chiến tranh chuyển sang giai đoạn thứ hai khi Hideyoshi cử một đội quân xâm lược khác. Đầu năm 1597, cả hai bên trở về thế đối đầu.

## Tổ chức lại quân đội nhà Triều Tiên

### Đề xuất cải cách

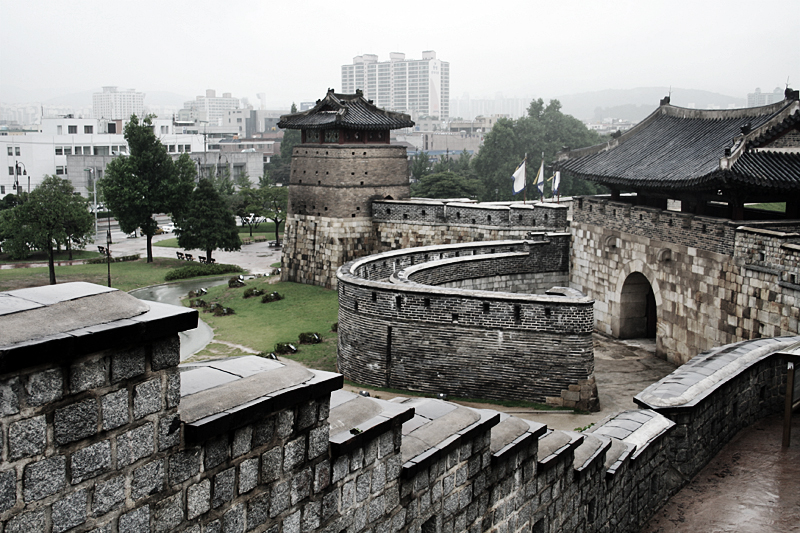
Công sự mạnh như thành Hwaseong là rất cần thiết khi nổ ra chiến tranh tuy nhiên, nạn tham nhũng đã khiến cho việc xây dựng các công trình tương tự khi đó không thể tiến hành

Giữa hai cuộc xâm lược của Nhật Bản, triều đình Triều Tiên có cơ hội để kiểm tra lý do tại sao họ lại dễ dàng thất bại đến thế. Tể tướng Yu Seong-ryong nói thẳng bất lợi của Triều Tiên.
Yu chỉ ra rằng việc phòng thủ thành trì quá yếu, một thực tế mà ông đã nói đến từ trước chiến tranh. Ông lưu ý thành Triều tiên có các công sự và tường thành chưa hoàn thiện, quá dễ để leo qua. Ông cũng muốn đặt súng đại bác lên tường thành. Yu đề xuất xây dựng các tòa tháp vững chắc với tháp pháo cho đại bác. Bên cạnh thành trì, Yu muốn tạo lập một tuyến phòng thủ ở Triều Tiên. Ông đề xuất tái xây dựng chuỗi tường thành và đồn lũy bao bọc xung quanh Hán Thành. Với kiểu phòng thủ này, kẻ địch sẽ phải trèo qua nhiều lớp tường thành rồi mới đến được Hán Thành.
Yu cũng chỉ ra quân Nhật chiến đấu hiệu quả thế nào, họ chỉ mất một tháng để tiến đến Hán Thành, tổ chức của họ tốt ra sao. Các đơn vị quân đội tổ chức tốt góp phần lớn vào chiến công của các tướng quân Nhật. Yu ghi lại cách quân Nhật di chuyển các đơn vị trong tiến quân phức hợp, thường làm suy yếu quân địch bằng súng hỏa mai, sau đó tấn công bằng vũ khí cận chiến. Quân đội Triều Tiên thường tiến về phía trước thành một khối đông đảo mà chẳng có chút tổ chức gì cả.

### Cơ quan huấn luyện
Vua Seonjo và triều đình Triều Tiên cuối cùng cũng bắt đầu cải cách quân đội. Tháng 9 năm 1593, Cơ quan huấn luyện quân đội được thành lập. Cơ quan này được cẩn thận chia quân đội thành các đơn vị và đại đội. Trong các đại đội có các tổ cung tên, súng hỏa mai, và lính cận chiến. Cơ quan này thành lập các đơn vị cỡ sư đoàn ở mỗi vùng và bảo vệ thành trì bằng các tiểu đoàn. Cơ quan này, ban đầu có chưa đến 80 thành viên, nhanh chóng phát triển quân số lên đến 10.000 người.
Một trong những thay đổi quan trọng nhất là cả công dân thượng lưu và nô lệ đều là đối tượng của kế hoạch. Tất cả đàn ông phải đi nghĩa vụ quân sự để được huấn luyện và làm quen với vũ khí.
Cũng trong khoảng thời gian này, học giả quân sự Han Gyo (한교) viết cuốn sách võ thuật Muyejebo (Võ nghệ chư phổ) dựa trên cuốn Kỷ hiệu tân thư do vị tướng nổi tiếng Trung Quốc Thích Kế Quang (戚继光) viết.

## Cuộc xâm lược lần thứ hai (1597–1598)
Hideyoshi không thỏa mãn với chiến dịch đầu tiên và quyết định tấn công Triều Tiên một lần nữa. Một trong những khác biệt chính giữa cuộc xâm lược lần thứ nhất và thứ hai là chinh phục Trung Quốc không còn là mục tiêu của Nhật Bản nữa. Không thể có được nơi đóng quân chắc chắn trong suốt chiến dịch Trung Quốc của Katō Kiyomasa và việc toàn quân Nhật phải rút lui trong cuộc xâm lược thứ nhất ảnh hưởng đến sĩ khí binh lính Nhật Bản. Hideyoshi và các viên tướng của mình thay vào đó lên kế hoạch chinh phục Triều Tiên.
Thay vì chín cánh quân như trong lần xâm lược thứ nhất, quân đội lần này được chia thành Tả quân và Hữu quân, bao gồm 49.600 và 30.000 lính theo thứ tự.
Ít lâu sau khi sứ thần Trung Quốc về nước an toàn năm 1597, Hideyoshi cử đi 200 thuyền với khoảng 141.100 lính  dưới quyền tổng chỉ huy của Kobayakawa Hideaki. Quân Nhật đến được bờ biển phía Nam tỉnh Gyeongsang năm 1596 mà không gặp phải sự kháng cự nào. Tuy vậy, quân Nhật thấy rằng người Triều Tiên lần này đã được trang bị tốt hơn và sẵn sàng đối mặt với một cuộc xâm lược. Thêm vào đó, khi Trung Quốc biết được tin này, triều đình Bắc Kinh bổ nhiệm Dương Hạo (楊鎬) làm tổng chỉ huy đạo quân tiên phong 55.000 lính  từ nhiều tỉnh (đôi khi ở cả vùng xa xôi) khắp Trung Quốc, ví dụ như Tứ Xuyên, Chiết Giang, Hồ Quảng, Phúc Kiến và Quảng Đông. Quân đội còn có thêm 21.000 thủy quân. Sử gia Trung Quốc Hoàng Nhân Vũ ước tính tổng quân số Trung Quốc trong chiến dịch lần thứ hai này là vào khoảng 75.000 quân. Tổng quân số Triều Tiên là 30.000 người với quân đội của Tướng Gwon Yul tại núi Gong (공산; 公山; Công Sơn) ở Daegu, quân của Tướng Gwon Eung (권응) ở Gyeongju, lính của Gwak Jae-u tại Changnyeong (창녕), quân của Yi Bok-nam (이복남) tại Naju, và quân của Yi Si-yun tại Chungpungnyeong.

### Cuộc tấn công đầu tiên
Ban đầu quân Nhật đã không mấy thành công, bị giam chân ở đạo Gyeongsang và chỉ giữ thế cân bằng với đội quân lớn hơn nhiều của Triều Tiên và Trung Quốc. Mặc dù trong suốt cuộc xâm lược lần thứ hai, quân Nhật chủ yếu ở thế thủ và sa lầy ở đạo Gyeongsang. Quân Nhật dự định tấn công đạo Jeolla ở phía Tây Nam bán đảo và cuối cùng chiếm Jeonju, thủ phủ của đạo này. Triều Tiên chiến thắng trong Cuộc vây hãm Jinju năm 1592, giúp khu vực này thoát khỏi sự tàn phá trong cuộc xâm lược lần thứ nhất. Hai cánh quân Nhật, dưới sự chỉ huy của Mōri Hidemoto và Ukita Hideie, bắt đầu tấn công Busan và hành quân đến Jeonju, trên đường đi chiếm Sacheon và Chongpyong.

### Bao vây Namwon
Namwon cách Jeonju 30 dặm về phía Đông Nam. Đã đoán trước được cuộc tấn công của quân Nhật; liên quân 6.000 lính (bao gồm 3.000 quân Trung Quốc và thường dân) sẵn sàng đánh trả quân Nhật đang tới gần. Quân Nhật vây quanh những bức tường của tòa thành với thang và tháp chở quân. Hai bên bắn ra hàng loạt súng hỏa mai và tên. Cuối cùng quân Nhật vượt qua được tường và chiếm được thành. Theo chỉ huy người Nhật Okochi Hidemoto, tác giả của Chosen Ki, Cuộc vây hãm Namwon có 3.726 thương vong của bên Trung Quốc và Triều Tiên. Toàn bộ đạo Jeolla rơi vào tay quân Nhật, nhưng khi chiến trận trở nên khốc liệt, quân Nhật thấy mình bị bao vây tứ phía và phải rút lui, lại đóng quân theo chu vi phòng thủ chỉ quanh đạo Gyeongsang.

### Trận Hwangseoksan
Thành Hwangseoksan gồm các bức tường dày bao quanh núi Hwangseok và có hàng ngàn lính canh giữ do hai Tướng Jo Jong-do và Gwak Jun chỉ huy. Khi Katō Kiyomasa bao vây ngọn núi với quân số lớn, quân Triều Tiên mất nhuệ khí và rút lui với 350 thương vong. Với việc này, quân Nhật vẫn không thể thoát khỏi đạo Gyeongsang và chỉ còn giữ thế thủ, bị quân Trung Quốc và Triều Tiên tấn công liên miên.

### Các chiến dịch thủy quân của nhà Triều Tiên (1597–1598)

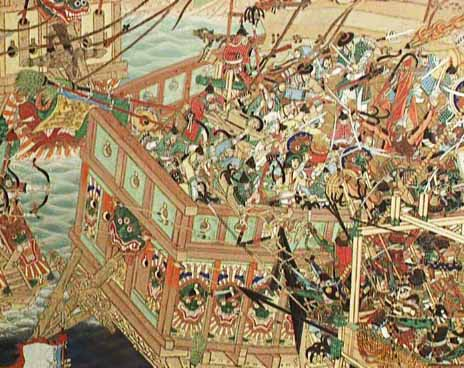
Một trận hải chiến của Hải quân nhà Triều Tiên dưới sự chỉ huy của Lý Thuấn Thần

Cũng như lần đầu tiên, hải quân Triều Tiên đóng vai trò cốt yếu trong cuộc kháng chiến thứ hai. Bước tiến của quân Nhật bị chặn đứng vì thiếu quân cứu viện và tiếp tế vì các chiến thắng trên biển của Triều Tiên khiến người Nhật không tiếp cận được phía Tây Nam bán đảo Triều Tiên. Trong cuộc kháng chiến lần thứ hai này, Trung Quốc cũng cử đội thuyền hùng mạnh của mình đi cứu viện Triều Tiên. Điều này khiến hải quân Triều Tiên càng trở thành mối đe dọa lớn với người Nhật, vì họ phải đối mặt với hạm đội địch lớn mạnh hơn.

#### Âm mưu chống lại Đô đốc Lý Thuấn Thần
Vì Đô đốc Lý Thuấn Thần, thống lĩnh hải quân Triều Tiên, quá tài giỏi trong hải chiến, người Nhật âm mưu ám hại ông bằng cách dùng luật lệ của chính quân đội Triều Tiên. Một điệp viên hai mặt của Nhật làm việc cho Triều Tiên báo cáo sai rằng tướng Nhật Katō Kiyomasa sẽ lại tấn công vào bờ biển Triều Tiên với ngày giờ chính xác cùng một hạm đội Nhật Bản lớn, và khẳng định rằng Đô đốc Lý Thuấn Thần nên được cử đi mở cuộc tập kích.
Biết rằng khu vực này có nhiều đá ngầm bất lợi cho tàu chiến, Đô đốc Lý Thuấn Thần từ chối, và bị Vua Seonjo cách chức, tống giam vì bất tuân thượng lệnh. Đến cao trào, Đô đốc Won Gyun còn cáo buộc Đô đốc Lý uống rượu và chây lười. Won Gyun (Nguyên Quân) nhanh chóng thế vào vị trí của Đô đốc Lý Thuấn Thần. Thủy quân Triều Tiên đã bị đẩy lùi khi Nguyên Quân nắm quyền chỉ huy, vì tài năng của ông ta kém xa Lý Thuấn Thần.

#### Trận Chilchonryang
Sau khi Nguyên Quân thay thế Đô đốc Lý Thuấn Thần, ông ta tập hợp toàn bộ hạm đội Triều Tiên, nay đã có hơn 100 tàu ở ngoài khơi Yosu để săn lùng quân Nhật, số tàu này vốn được Đô đốc Lý Thuấn Thần tích cóp cẩn thận từ lâu. Không hề chuẩn bị hay lập kế hoạch gì trước, Nguyên Quân cho hạm đội mình dong buồm thẳng đến Busan.
Sau một ngày, Nguyên Quân được thông báo về một hạm đội Nhật lớn ở gần Busan. Ông quyết định tấn công ngay lập tức, mặc dù các thuyền trưởng phàn nàn rằng lính của mình đã kiệt sức.
Trong trận Chilchonryang, Nguyên Quân đại bại khi bị quân Nhật bất thần tập kích. Các tàu của ông bị áp đảo vì hỏa lực súng hỏa mai và cách tấn công lao lên boong tàu đối phương của người Nhật. Tuy vậy, cuối trận đánh, một vị tướng tên Bae Soel, vẫn chạy thoát chỉ với 13 Panokseon, toàn bộ lực lượng chiến đấu của hải quân Triều Tiên trong vài tháng sau đó.
Cũng cần chú ý rằng trận Chilchonryang là chiến thắng duy nhất của hải quân Nhật Bản trong chiến tranh. Nguyên Quân bị bắt khi đang cố lên bờ biển một hòn đảo, sau đó, ông bị một người lính giữ thành Nhật giết chết.

#### Trận Myeongnyang
Sau đại bại tại Chilcheonryang, Vua Seonjo ngay lập tức phục chức cho Đô đốc Lý. Đô đốc Lý Thuấn Thần nhanh chóng trở lại Yeosu, rốt cuộc chỉ thấy được toàn bộ hạm đội của mình đã bị tiêu diệt. Lý Thuấn Thần tổ chức lại hải quân, nay giảm còn 12 tàu và 200 lính. Tuy vậy, chiến thuật của ông không hề thay đổi, vào ngày 16 tháng 9 năm 1597, ông đánh lại hạm đội 300 tàu chiến Nhật với chỉ 12 tàu. ở eo Myeongnyang. Trận Myeongnyang kết thúc với chiến thắng của người Triều Tiên với ít nhất 31 tàu chiến của Nhật bị chìm, và quân Nhật buộc phải quay trở lại Busan, theo chỉ thị của Mōri Hidemoto. Đô đốc Lý Thuấn Thần giành lại quyền kiểm soát bờ biển Triều Tiên. Trận Myeongnyang được coi là trận đánh vĩ đại nhất của Đô đốc Lý Thuấn Thần, vì ông đã thắng dù bị áp đảo quá lớn về quân số.

### Bao vây Ulsan

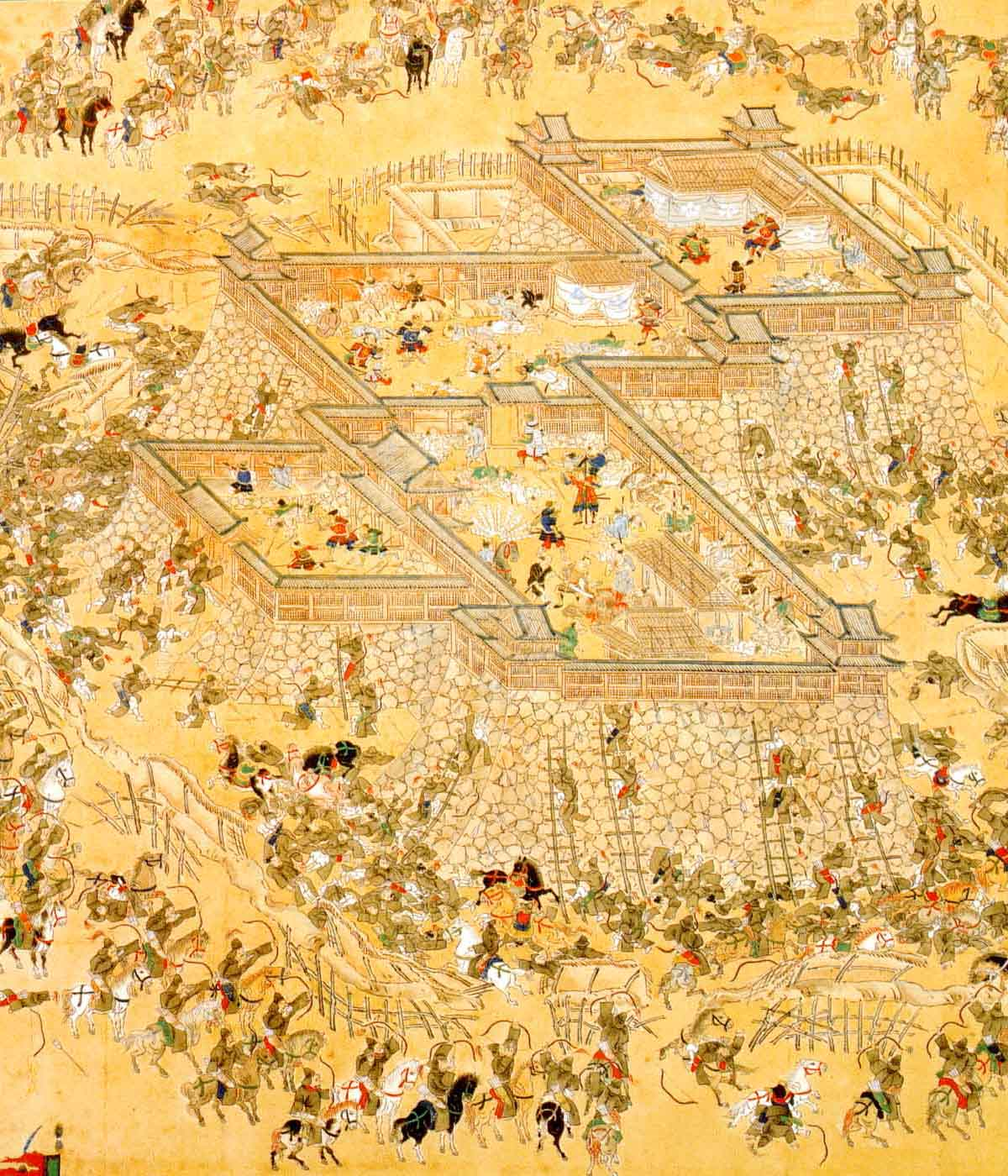
Quân đội nhà Triều Tiên cùng nhà Minh tấn công thành Nhật tại Ulsan

Cho đến cuối năm 1597, liên quân hai triều Joseon và Minh đã giành chiến thắng tại Jiksan và đẩy quân Nhật xa thêm về phía Bắc. Sau khi biết tin thất trận tại Myeongnyang, Katō Kiyomasa và đội quân đang rút chạy của mình quyết định thiêu hủy Gyeongju, thủ đô cũ của nước Silla thống nhất.
Cuối cùng, quân Nhật chiếm được thành phố, nhiều đồ tạo tác và đền chùa bị thiêu hủy, nổi bật nhất là chùa Bulguksa. Tuy vậy, liên quân Joseon-Minh đẩy lui được quân Nhật rút về phía Nam hướng tới Ulsan, một cảng vốn đã thành điểm giao thương quan trọng với Nhật Bản từ một thế kỷ trước đó. Kato quyết định chọn đây làm một thành trì chiến lược.
Lúc này, Đô đốc Yi đã kiểm soát toàn bộ khu vực qua eo biển Triều Tiên, không cho thuyền tiếp viện tới được bờ biển phía Tây bán đảo Triều Tiên. Không nhận được tiếp tế và quân tiếp viện, quân Nhật chỉ còn lại một thành trên bờ biển, thành wajō. Để giành lợi thế, liên quân Triều-Trung tấn công Ulsan. Cuộc tấn công này là đòn tấn công lớn đầu tiên của quân đội Triều Tiên và Trung Quốc kể từ đầu cuộc chiến lần thứ hai.
Nỗ lực của lính thủ thành Nhật Bản (khoảng 7.000 người) ở Ulsan phần lớn dành cho các công sự chuẩn bị cho cuộc tấn công sắp tới. Katō Kiyomasa giao việc chỉ huy và phòng vệ thành cho Katō Yasumasa, Kuki Hirotaka, Asano Nagayoshi, và những người khác trước khi đến Sosaengpo. Đợt tấn công đầu tiên của quân đội Trung-Triều là vào ngày 29 tháng 1, 1598, đuổi theo quân Nhật mất cảnh giác và phần lớn vẫn còn chưa đóng trại ở ngoài những bức tường thành còn chưa hoàn tất tại Ulsan.
Tổng số 36.000 quân với sự trợ giúp của singijeon và hwacha suýt chút nữa thì chiếm được thành, nhưng quân tiếp viện dưới sự chỉ huy chung của Mōri Hidemoto băng qua sông tiếp viện cho tòa thành bị vây hãm và kéo dài thêm sự đối đầu. Sau đó, quân Nhật hết lương thảo, và chiến thắng là điều tất yếu với liên quân, nhưng quân tiếp viện của Nhật tới từ phía sau quân đội Trung-Triều và dồn họ vào thế bí. Tuy vậy, sau vài thất bại, vị thế của quân Nhật tại Triều Tiên đã yếu đi trông thấy.

### Trận Sacheon
Mùa thu năm 1597, liên quân Trung-Triều chặn đứng quân Nhật trên đường đến Jiksan (ngày nay là Cheonan). Không còn hy vọng xâm lược Triều Tiên, các tướng quân Nhật chuẩn bị rút lui. Từ đầu mùa xuân năm 1598, quân Triều Tiên và 100.000 quân Trung Quốc bắt đầu tái chiếm thành trì vùng ven biển. Tháng 5 năm 1598, Hoàng đế Vạn Lịch điều đến một hạm đội dưới sự chỉ huy của Trần Lân; hải đội này có nhiều chiến dịch hiệp đồng với phía Triều Tiên. Tháng 6 năm 1598, sau khi tướng Konishi Yukinaga cảnh báo về tình thế tuyệt vọng của chiến dịch, 70.000 lính được lệnh rút lui, và 60.000 ở lại đoạn hậu - phần lớn là binh lính Satsuma do Shimazu Yoshihiro, lãnh đạo gia tộc Shimazu, và con trai ông Tadatsune chỉ huy. Số quân Nhật còn lại chiến đấu một cách tuyệt vọng, đẩy lùi quân Trung Quốc tại Suncheon và Sacheon.
Người Trung Quốc tin rằng Sacheon là thiết yếu trong kế hoạch của họ tái chiếm thành trì đã mất và ra lệnh tấn công. Mặc dù quân Trung Quốc ban đầu có ưu thế, thế trận đổi chiều khi quân tiếp viện của Nhật đến nơi, đánh tập hậu quân Trung Quốc và quân Nhật trong thành phản công qua cổng thành. Quân nhà Minh bại trận rút lui, tổn thất 30.000 người. Tuy nhiên, rất nhiều cuộc đột kích vào vị trí của quân Nhật dọc bờ biển làm suy yếu quân Nhật và họ phải rút khỏi khu vực bờ biển.

### Cái chết của Hideyoshi
Ngày 18 tháng 9, 1598, Hideyoshi ra lệnh rút quân khỏi Triều Tiên khi đang hấp hối. Hội đồng Ngũ nguyên lão giữ cái chết của Hideyoshi trong vòng bí mật để duy trì sĩ khí và hạ chiếu rút binh đến các tướng quân Nhật vào cuối tháng 10.

### Trận mũi Noryang
Trận mũi Noryang (trận Lộ Lương, 露梁海戰 / 노량대첩, Lộ Lương hải trận) là trận hải chiến cuối cùng của cuộc chiến. Hải quân Triều Tiên của Đô đốc Lý Thuấn Thần đã phục hồi sau thất bại và được hải quân Trung Quốc dưới quyền của Trần Lân hỗ trợ. Tin tức tình báo báo cáo rằng 500 thuyền Nhật thả neo tại eo biển hẹp tại Noryang để rút lui số quân Nhật còn lại. Chú ý đến địa thế hẹp của khu vực này, Đô đốc Lý Thuấn Thần và Trần Lân bất thần tấn công vào hạm đội Nhật vào lúc 2h sáng ngày 16 tháng 12, 1598, dùng đại bác và tên lửa.
Đến lúc bình minh, gần nửa số chiến hạm Nhật bị đánh chìm; và quân Nhật bắt đầu rút lui, Đô đốc Lý Thuấn Thần ra lệnh tiến hành đợt tấn công cuối cùng tiêu diệt số thuyền còn lại. Vì kỳ hạm của Đô đốc Lý Thuấn Thần đi trước, ông bị bắn trúng ngực trái, phía dưới cánh tay. Lý Thuấn Thần nói với thuyền trưởng giữ bí mật cái chết của mình và tiếp tục trận đánh để sĩ khí toàn quân không đi xuống. Chỉ có ba đội trưởng gần đó, có cả người cháu ông cùng chứng kiến cái chết đó.
Trận đánh kết thúc với chiến thắng của liên quân Trung-Triều, quân Nhật mất gần 250 tàu chiến trong số 500 ban đầu. Chỉ sau trận đánh, quân lính mới biết đến cái chết của Đô đốc Lý Thuấn Thần, và người ta nói rằng Tướng Trần Lân của nhà Minh đã than khóc rằng là Đô đốc Lý Thuấn Thần vĩ đại đã chết thay cho ông.
Để biểu dương Đô đốc Lý Thuấn Thần, triều đình đã ban cho ông nhiều danh hiệu khác nhau, bao gồm thụy hiệu Trung Võ công (忠武公 / 충무공), truy phong ông làm Tuyên vũ đệ nhất công thần (宣武一等功臣 / 선무일등공신), Lãnh nghị chính (領議政 / 영의정) và Đức phong Phủ viện quân (德豊府院君 / 덕풍부원군). Ông còn được Minh Thần Tông ban danh hiệu Trứ danh Thủy quân Đô đốc (著名水軍都督 / 유명수군도독). Ngày nay, Lý Thuấn Thần vẫn được nhân dân Triều Tiên tôn thờ. Bức tượng đài tướng quân Lý Thuấn Thần được đặt ngay giữa quảng trường Quang Hóa Môn (Gwanghwamun) ở trung tâm thủ đô Seoul đã khiến ông trở thành người anh hùng dân tộc bất tử đối với mọi người dân ở Triều Tiên.

## Đàm phán hậu chiến
Vì Tsushima chịu thiệt hại nặng nề vì không còn giao thương với Triều tiên do cuộc xâm lược, Yoshitoshi nhà Sō, sau đó thống trị Tsushima, cử bốn đoàn đàm phán hòa bình đến Triều Tiên năm 1599: 3 đoàn đầu bị bắt và bị quân Trung Quốc giải đến Bắc Kinh, nhưng đoàn thứ 4 năm 1601 nhận được các điều kiện từ Seoul trong việc hoàn trả người Triều Tiên bị bắt giữ. Tuy nhiên, động cơ chính để Triều Tiên hướng đến bình thường hóa quan hệ với Nhật Bản là việc rút lui quân đội Trung Quốc, vì chính quân Trung Quốc cũng tàn phá không kém gì quân Nhật. Yoshitoshi sau đó thả vài tù binh Triều Tiên, và, trong các năm 1603 – 1604, giúp hai sứ thần Triều Tiên hồi hương cho thêm 3.000 người nữa bằng cách tổ chức đàm phán tại Kyoto với Tokugawa Ieyasu, khi ấy là Shogun của nước Nhật.
Khi tiếp tục đàm phán hòa bình, năm 1606, Triều Tiên yêu cầu Shogun phải viết một bức thư chính thức đề nghị hòa bình, và binh lính Nhật mạo phạm đến lăng mộ hoàng gia ở Seoul phải bị dẫn độ sang. Không thể đáp ứng được yêu cầu này, Yoshitoshi gửi một bức thư giả mạo và một nhóm tội phạm thế vào đó; bất chấp sự lừa dối rõ ràng đó, sự cần thiết phải xua đi đám binh lính Trung Quốc khiến người Triền Tiên năm 1608 phải cử đi một sứ đoàn. Kết quả cuối cùng của chuyến đi là việc hoàn trả lại hàng trăm người Triều Tiên cũng như phục hồi quan hệ ngoại giao giữa hai quốc gia.

## Hậu chiến và kết cục

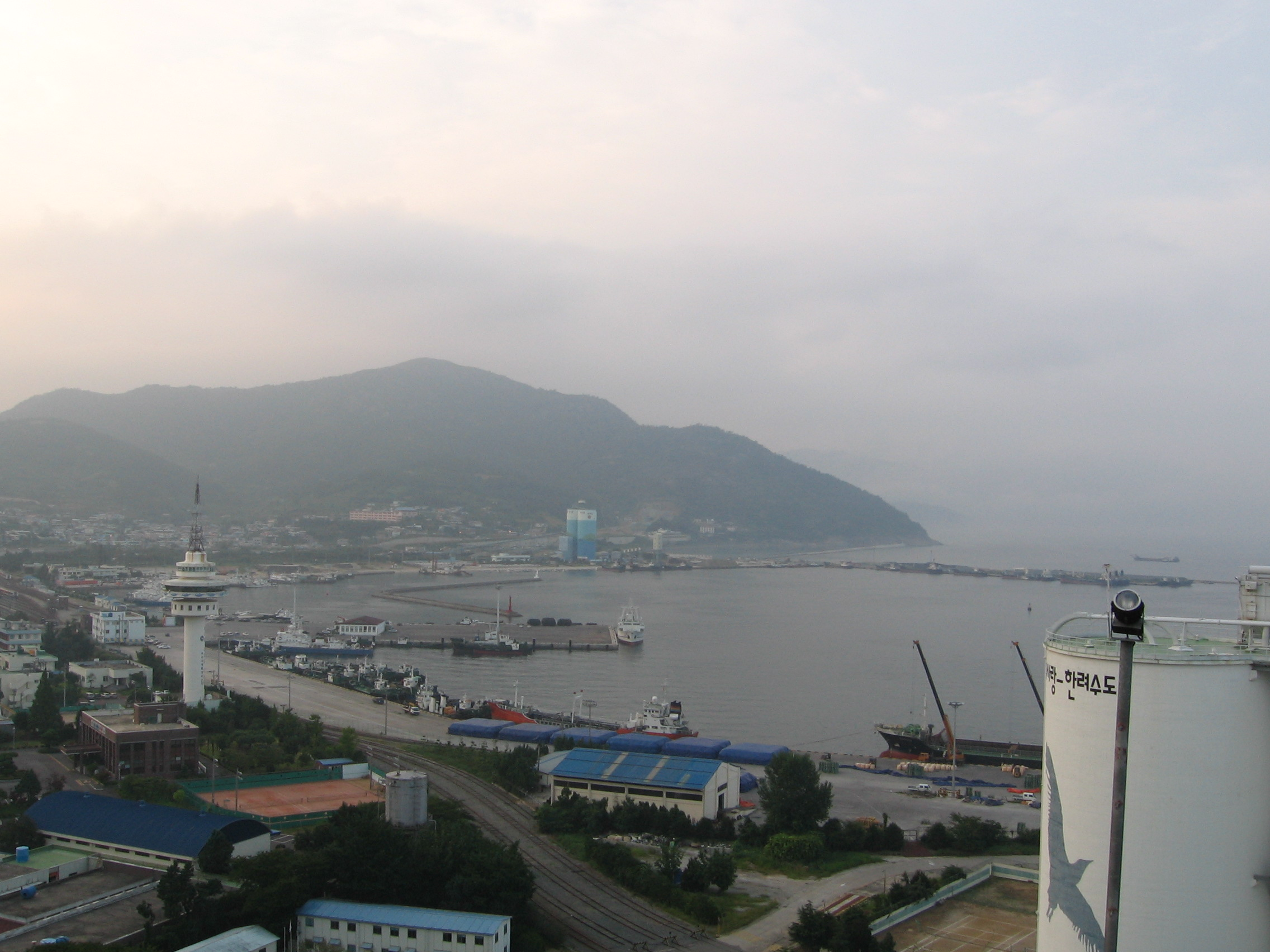
Cảng Yeosu ngày nay. Sở chỉ huy của Đô đốc Lý Thuấn Thần nằm tại đây

Cuộc xâm lược của Nhật Bản là cuộc chiến tranh khu vực đầu tiên ở châu Á có các đội quân lớn trang bị vũ khí hiện đại. Quân Nhật thường triển khai quân đội lên đến 200.000 lính, quân Trung Quốc phần lớn ở mức 80.000, và sự tham dự không thường xuyên của Triều Tiên cũng lên đến hàng trăm ngàn, tương đương với số quân của toàn châu Âu trong Chiến tranh Ba mươi năm.
Cuộc chiến tranh này khắng định vị thế Bá Chủ Đông Á của Nhà Minh ở 2 mức độ: về quân đội, theo đó cuộc chiến tái khẳng định vị thế độc tôn về quân sự của nhà Minh tại Đông Á, và về chính trị, cuộc chiến xác nhận rằng Trung Quốc sẽ bảo vệ cho các quốc gia triều cống mình. Tuy nhiên, những tác động to lớn lên kho bạc của nhà Minh lại rất nghiêm trọng. Theo ước tính, từ 20 đến 26 triệu lượng bạc đã được nhà Minh sử dụng cho các lực lượng viễn chinh, tương đương gần 1.000 tấn. Chi tiêu này làm suy yếu đáng kể triều đình nhà Minh trong thời điểm họ phải đối mặt với một mối đe dọa nghiêm trọng, đó là sự trỗi dậy của người Nữ Chân ở miền đông bắc. 45 năm sau, những người Nữ Chân đã chiếm Bắc Kinh vào năm 1644 và thay thế nhà Minh, lập nên triều đại nhà Thanh.
Tham vọng xâm lược của Hideyoshi rõ ràng đã kết thúc trong thất bại. Quân đội của ông ta đem về Nhật Bản một danh sách dài chiến lợi phẩm: hàng ngàn cuốn sách và tranh vẽ, đồ tạo tác tôn giáo, các thiết bị cơ giới do người Triều Tiên phát minh, hơn 5.000 nô lệ bao gồm thợ gốm và nhiều thợ thủ công mà người Nhật còn thiếu. Nhưng vẫn là quá ít ỏi so với cái giá là 130.000 lính Nhật tử trận.
Nếu thuyết cho rằng Hideyoshi cố gắng chinh phục Trung Quốc (trái với thuyết cho rằng Hideyoshi có mục đích hướng đến một "trật tự thế giới lấy Nhật Bản làm trung tâm") là đúng, cũng cần lưu ý rằng vị thế địa chính trị của Triều Tiên như là cầu nối giữa Trung Quốc và Nhật Bản khiến cuộc chiến chủ yếu diễn ra trên bán đảo Triều Tiên (điều tương tự cũng xảy ra trong Chiến tranh Trung-Nhật, Mông Cổ xâm lược Nhật Bản).
Triều Tiên là nước chịu nhiều thiệt hại nhất từ cuộc chiến. Nền kinh tế của họ hoàn toàn bị tàn phá, các thành phố và thị trấn bị phá tan hoang. Thương vong chiếm khoảng 20% dân số, bao gồm cả binh lính, dân thường chết trong chiến loạn, chết vì dịch bệnh hay vì nạn đói.
Sau đó, Nhật Bản đã không trở lại Triều Tiên cho tới khi Đế quốc Nhật Bản đánh bại Nhà Thanh trong Chiến tranh Thanh-Nhật và đánh bại cả Đế quốc Nga trong Chiến tranh Nga-Nhật về sau, từ 1894 tới 1905. Nhật Bản đặt ách đô hộ lên Triều Tiên năm 1910 và Triều Tiên chỉ được giải phóng sau thất bại của Nhật trong Chiến tranh thế giới thứ hai năm 1945.